# Unione Democratica Magiara di Romania
L'Unione Democratica Magiara di Romania (in ungherese Romániai Magyar Demokrata Szövetség, RMDSZ, in romeno Uniunea Democrată Maghiară din România, UDMR) è il maggior partito rumeno attivo nella difesa dei diritti dei magiari di Romania, anche se in tale ambito gli si contrappone il Partito Civico Magiaro. Roccaforte del partito è la Transilvania, ma ci sono membri anche in tutte le altre regioni di paese, soprattutto tra gli Ungheresi Csango della Moldavia.
Presente ininterrottamente nel Parlamento rumeno dal 1990, nel corso della sua esistenza ha partecipato a diversi governi di coalizione sia di centro-destra che di centro-sinistra.
Formalmente l'UDMR non è registrata presso le istituzioni come partito politico, ma come organizzazione che svolge attività politica in base alle disposizioni dell'art.62 della Costituzione della Romania, riguardante la rappresentanza in parlamento delle minoranze etniche, e alle previsioni della legge 68/1992 (art.4, comma 2) che equipara le organizzazioni delle minoranze etniche ai partiti politici dal punto di vista del processo elettorale. Sul proprio statuto l'UDMR specifica che:
(Statuto dell'Unione Democratica Magiara di Romania, art. 10)
Il partito è membro del Partito Popolare Europeo.
Il suo primo presidente è stato lo scrittore Géza Domokos. Dal 1993 al 2011 è stato guidato dal poeta Béla Markó, cui è succeduto Hunor Kelemen.

## Storia

### Fondazione
Nel corso della rivoluzione rumena, il 25 dicembre 1989 un gruppo di intellettuali di etnia magiara capeggiati da Géza Domokos costituì a Bucarest, presso la sede della casa editrice Kriterion, un comitato esecutivo provvisorio, che lanciò un appello per la nascita di un'organizzazione politica che a livello nazionale rappresentasse la minoranza ungherese in Romania. Secondo i fondatori lo scopo dell'Unione era la perpetuazione delle tradizioni, della lingua e della cultura magiara in Romania, per mezzo di una forma di autonomia nel quadro istituzionale del paese. Lo scopo generale era quello della promozione degli interessi della comunità etnica, che erano stati soppressi nei decenni di dittatura.
Dopo il rovesciamento di Nicolae Ceaușescu, il potere fu assunto da un organo di potere provvisorio, il Consiglio del Fronte di Salvezza Nazionale (CFSN), guidato da Ion Iliescu. Il comitato esecutivo dell'UDMR riconobbe l'autorità dell'ente, che prometteva di ribaltare la politica sciovinista e nazionalista dell'epoca di Ceaușescu e di costruire una nuova società su basi democratiche, in cui le minoranze avrebbero avuto il diritto di esprimersi. Le nuove autorità diedero garanzie ai magiari riguardo la possibilità di utilizzare la propria lingua nel campo dell'istruzione. Géza Domokos fu membro del CFSN, tra i vicepresidenti del Consiglio figurava Károly Király, ex membro del Partito Comunista Rumeno (PCR) e futuro militante dell'UDMR, mentre il provvisorio Governo Roman I incluse due viceministri di etnia ungherese alla cultura e all'istruzione.
Il CFSN emanò i primi decreti che permisero la registrazione dei partiti politici. Una sentenza emessa dal tribunale del Settore 1 di Bucarest il 26 gennaio 1990 riconobbe l'Unione Democratica Magiara di Romania quale persona giuridica. L'UDMR tuttavia non fu riconosciuta legalmente sulla base del recente decreto 8/1989 sul funzionamento dei partiti politici, ma tramite la legge 21/1924 e il decreto 31/1954, che regolamentavano gli aspetti riguardanti le persone giuridiche e le associazioni. L'Unione, infatti, non nasceva quale partito politico, ma come associazione di varie organizzazioni politiche o culturali, diverse anche sul piano ideologico.
Tra gli obiettivi del programma provvisorio dell'UDMR presentato il 28 gennaio 1990 figurava la creazione di un quadro legislativo che permettesse alle minoranze di poter esercitare i propri diritti fondamentali, di utilizzare la propria lingua materna, di promuovere la propria cultura e di difendere la propria identità.

### Il primo congresso

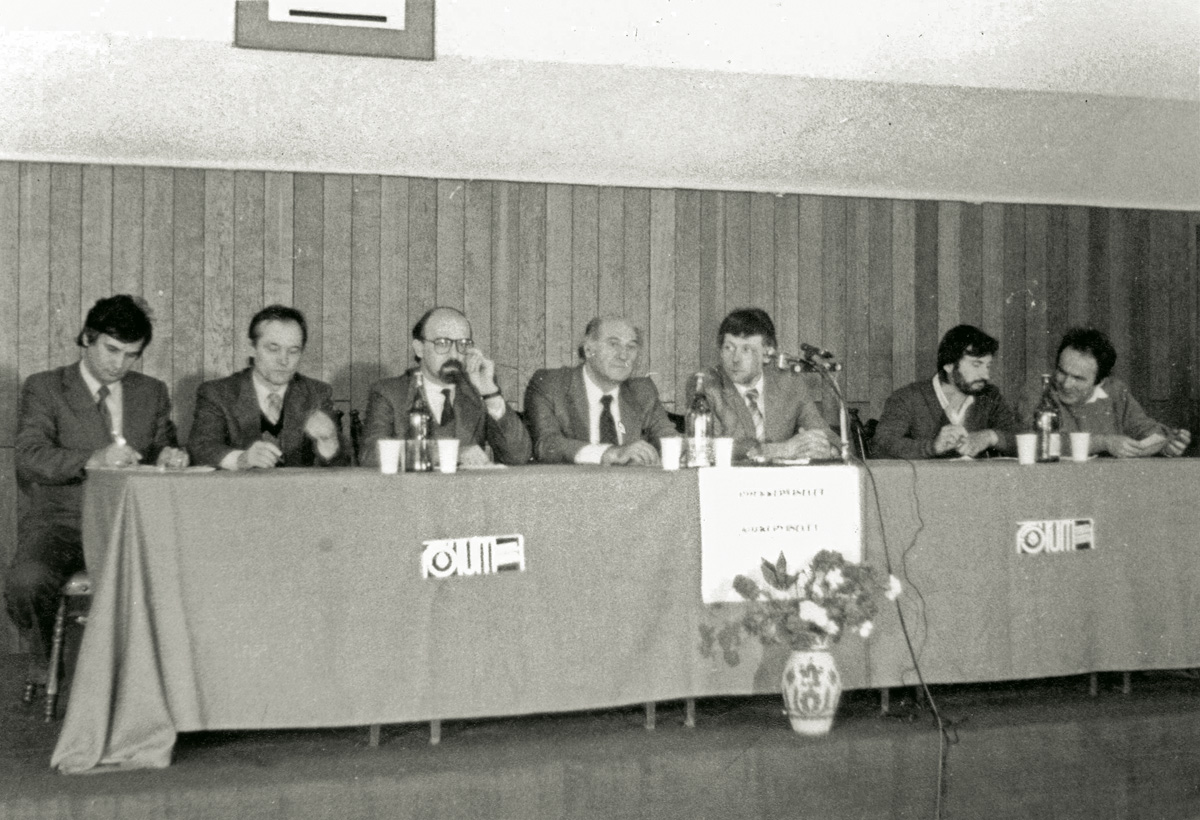
La dirigenza dell'Unione Democratica Magiara di Romania nel 1989.

L'UDMR era costituita da sedici membri originari, tra associazioni e partiti, tra i quali il Partito Magiaro Cristiano Democratico, il Partito dei Contadini Magiari, il Partito Magiaro Indipendente e l'Unione dei Giovani Democratici Magiari (in romeno Uniunea Tineretului Democratic Maghiar, in ungherese Magyar Demokratikus Ifjúsági Szövetség). Ogni partito membro manteneva la propria indipendenza in seno all'Unione e aveva un ampio potere decisionale a livello locale. L'organizzazione generale si basava su strutture regionali, articolate a loro volta in filiali presenti sul territorio. L'organismo politico principale dell'UDMR era il Consiglio dei rappresentanti dell'Unione (CRU), i cui membri erano eletti dal congresso. La struttura esecutiva dell'UDMR era composta da undici membri di nomina congressuale. Nel CRU erano presenti anche membri delle associazioni a livello geografico, quali quelle della regione storica della Terra dei Siculi o della sezione estera. L'organizzazione giovanile Unione dei Giovani Democratici Magiari, fondata già nel 1989 su iniziativa di Tibor Toró, non rappresentava un satellite del gruppo principale, come accadeva negli altri partiti, ma era considerata un'associazione non politica indipendente e aveva diritto ad otto membri in seno al CRU.
Il primo congresso del 21-22 aprile 1990 confermò Géza Domokos alla presidenza ed elesse Géza Szőcs quale segretario generale, oltre ad adottare il programma e lo statuto. In quel momento l'UDMR aveva 533.000 iscritti. Il congresso fu anche l'occasione in cui emerse per la prima volta il confronto fra le ali "moderate" (rappresentate dal presidente Domokos) e quelle "radicali", che chiedevano una maggiore pressione sullo Stato e avanzavano rivendicazioni più intransigenti, i cui esponenti erano Szőcs e László Tőkés, pastore calvinista che era stato al centro degli eventi della rivoluzione del 1989 a Timișoara.
Tőkés in particolare chiedeva l'adozione di una dura linea di opposizione alle élite post-comuniste del Consiglio del Fronte di Salvezza Nazionale e sosteneva l'applicazione dell'articolo 8 della proclamazione di Timișoara, che prevedeva l'interdizione dalle cariche pubbliche per gli ex esponenti del PCR, in aperta rottura con Domokos, che era stato un membro del partito comunista e accettava la collaborazione con il CFSN. I radicali si prefiggevano l'obiettivo di un autogoverno su base etnica con la possibilità di porre il veto sulle decisioni del governo centrale, mentre i moderati perseguivano una forma di autonomia o amministrazione decentrata.

### Conflitto etnico del 1990

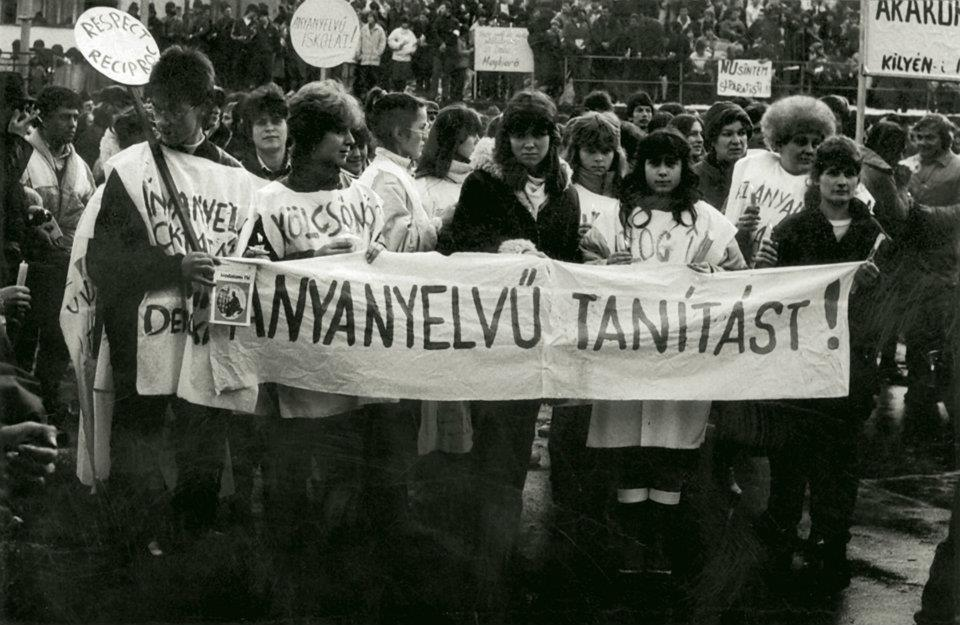
Una dimostrazione a favore dell'introduzione dell'istruzione in lingua ungherese che ebbe luogo a Târgu Mureș nel 1990.

Il periodo di transizione alla democrazia fu caratterizzato dalla crescita di tensioni etniche e sociali. Nel gennaio 1990 Attila Pálfalvi, vice del ministro dell'istruzione Mihai Șora, fu il fautore delle prime decisioni che portarono alla separazione delle scuole di lingua ungherese, atto che lo rese bersaglio degli attacchi della formazione ultranazionalista dell'Unione del Focolare Rumeno. Il trasferimento degli studenti di etnia rumena in altre scuole per far spazio a quelli magiari fu alla base di varie proteste che ebbero luogo a Cluj-Napoca e Târgu Mureș. Le proposte di mediazione di Károly Király fallirono. In Transilvania nacquero dei fenomeni di contro-mobilitazione che avversavano l'UDMR e la collaborazione delle istituzioni con la minoranza magiara. Nel marzo 1990 fu fondato il Partito dell'Unità della Nazione Rumena (PUNR), formazione politica che nasceva in diretta contrapposizione all'UDMR e considerava la comunità ungherese in Transilvania una minaccia per l'unità del paese. Lo scontro tra la comunità ungherese e i nazionalisti rumeni ebbe il proprio apice negli eventi del 19-21 marzo 1990 che passarono alla storia come conflitto interetnico di Târgu Mureș, che causò almeno 5 morti e centinaia di feriti.

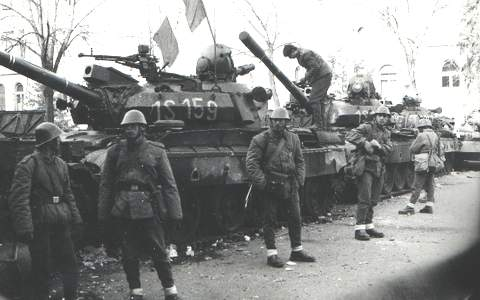
Truppe dell'esercito rumeno intervenute per sedare gli scontri di Târgu Mureș nel marzo 1990.

I leader del partito di governo, il Fronte di Salvezza Nazionale (FSN), non assunsero una posizione di ferma condanna delle violenze, principalmente per capitalizzare i voti dell'elettorato nazionalista. Il rapporto della commissione parlamentare sui fatti di Târgu Mureș criticò l'UDMR per non aver chiarito la natura dei festeggiamenti organizzati per la commemorazione della rivoluzione ungherese del 1848, ma smorzava le accuse di una parte della stampa che affermava che l'Unione preparava un atto separatista.
La diffusione della percezione negativa dell'UDMR quale fattore di destabilizzazione etnica fu incoraggiata oltre che dai gruppi nazionalisti PUNR e Partito Grande Romania (PRM), anche dal maggioritario FSN di Iliescu e dal suo successore, il Partito della Democrazia Sociale di Romania (PDSR), per ragioni elettorali. Il FSN fu ambiguo nei confronti della minoranza magiara, mostrando da una parte disponibilità al dialogo e dall'altra mantenendo un clima di tensione etnica. Per queste ragioni l'UDMR si allontanò dal FSN per avvicinarsi ai partiti dell'opposizione liberale. In occasione delle elezioni presidenziali del 1990, infatti, l'UDMR invitò gli elettori a votare per uno dei candidati dell'opposizione (Radu Câmpeanu o Ion Rațiu), ma non per Iliescu. In contrasto al capo di Stato, nell'aprile 1990 l'UDMR aderì all'Alleanza nazionale per la proclamazione di Timișoara.
Il 20 maggio 1990 alle prime elezioni dell'era democratica si registrò il trionfo del FSN, che formò un governo con a capo Petre Roman, e del suo leader Ion Iliescu, che conseguì la presidenza della Romania. L'UDMR fu il secondo partito, con il 7% dei voti (29 deputati e 12 senatori), pari alla percentuale della popolazione di etnia magiara, che votò in blocco per il partito di Géza Domokos nonostante la varietà di tendenze ideologiche all'interno dell'Unione.

### Posizionamento contro la Costituzione della Romania
Nel 1990 in seno ai dibattiti parlamentari per l'elaborazione della nuova Costituzione l'UDMR espresse la propria contrarietà sul concetto di "Stato nazionale" che la maggioranza aveva proposto. Secondo i membri dell'Unione si trattava di una definizione interpretabile e storicamente superata, mentre avrebbero preferito la definizione di "Stato multinazionale". Inoltre l'unica lingua ufficiale menzionata era il rumeno. Tra gli altri punti problematici figurava l'elezione diretta del presidente della Romania, contrariamente al desiderio dell'UDMR di una nomina indiretta da parte del parlamento.
Sentendo ignorate le proprie opzioni per la definizione della nuova identità nazionale, i rappresentanti dell'UDMR bocciarono il progetto di costituzione in sede parlamentare e invitarono a votare "No" in occasione del referendum dell'8 dicembre 1991 per la sua ratifica. Nei distretti a maggioranza magiara di Harghita e Covasna si espressero a favore solo, rispettivamente, il 14% e il 21% dei votanti.

### Alleanza con l'opposizione

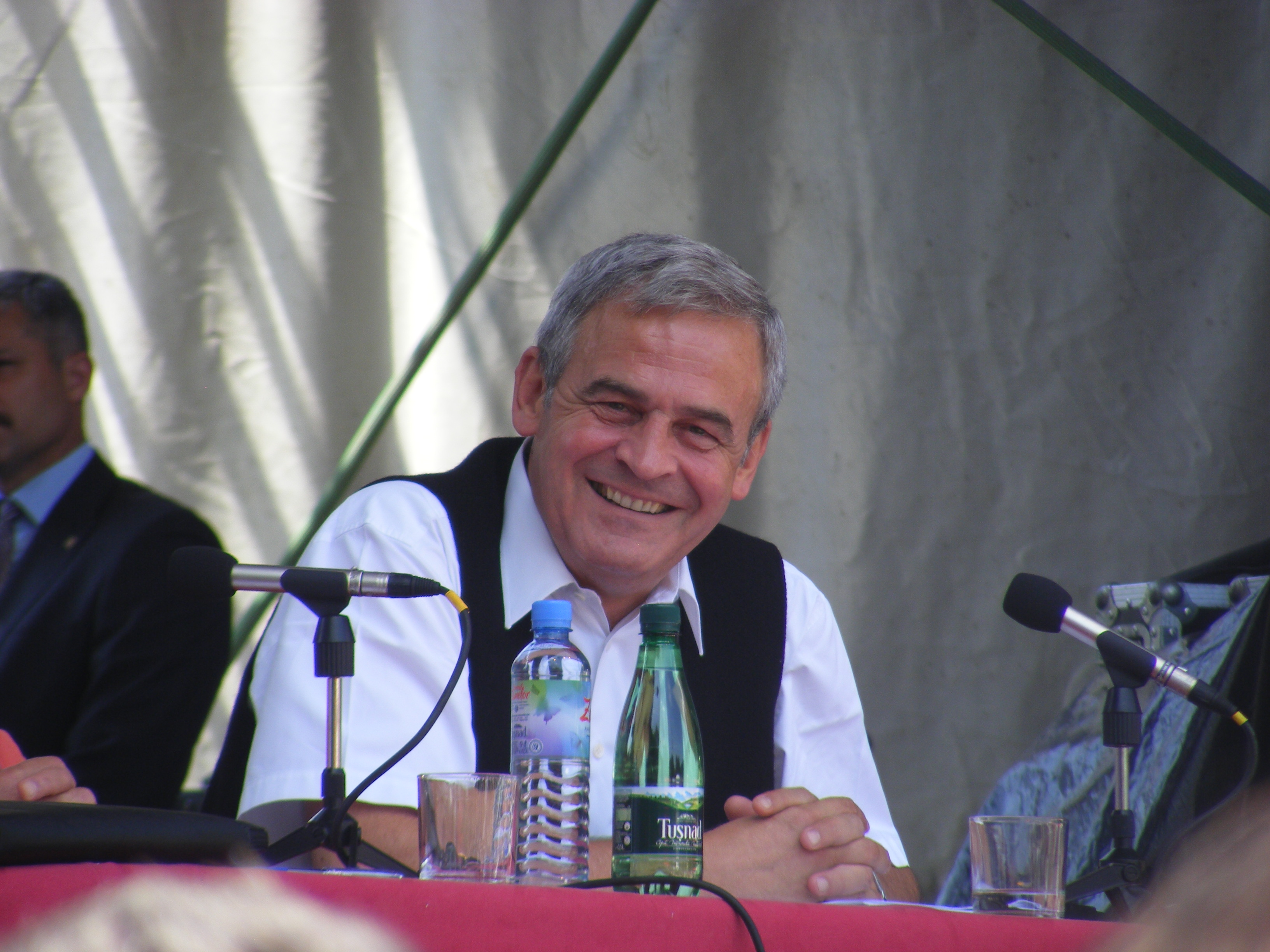
László Tőkés, presidente onorario dell'UDMR dal 1991 al 2003.

La comune diffidenza nei confronti di Iliescu e il ruolo marginale riservato agli altri partiti in seno alle istituzioni, spinsero le opposizioni ad organizzarsi in un'alleanza politica. L'UDMR fu tra i fondatori della Convenzione nazionale per l'instaurazione della democrazia (fondata il 15 dicembre 1990) e poi della Convenzione Democratica Romena (CDR, fondata il 26 novembre 1991). Nell'aprile 1992 però la presenza dell'UDMR nella coalizione fu uno dei pretesti utilizzati dal Partito Nazionale Liberale (PNL) per lasciare la CDR, in quanto il carattere nazionale del partito non era compatibile con il posizionamento ideologico dell'Unione.
Nei primi mesi del 1991 l'UDMR prese in considerazione di separare la componente politica da quella civico-culturale, che sarebbe stata incaricata di curare l'attivismo e l'organizzazione interna della comunità magiara e di formare un'élite capace di propugnare a lungo termine gli obiettivi della minoranza ungherese in Romania. La proposta fu bocciata nel corso del secondo congresso del 24-26 maggio 1991, che vide ancora la vittoria dei "moderati" di Domokos contro i "radicali" rappresentati dai nuovi vicepresidenti Géza Szőcs e Kolumbán Gábor. László Tőkés fu nominato presidente onorario. Ulteriori spaccature emersero per questioni generazionali e tattiche. Ádám Katona si erse a capo di una fazione, "Iniziativa Magiara in Transilvania", che chiedeva l'inserimento del principio di autonomia territoriale nel programma dell'Unione.
In questo periodo l'UDMR fu attiva sul piano della politica estera, proponendo la creazione di un forum per le minoranze dell'Europa centrale o dell'area del bacino del Danubio e dei Carpazi. Nel giugno 1991 fece un appello a tutti i partiti per la celebrazione di un congresso nazionale sulle minoranze e il mese successivo criticò il governo per non aver incluso rappresentanti dell'Unione nella delegazione rumena sulle minoranze presso la Conferenza sulla sicurezza e sulla cooperazione in Europa. Al centro delle iniziative dell'UDMR vi era la necessità di un sistema di norme a livello internazionale per il riconoscimento, il monitoraggio e la garanzia dei diritti delle minoranze etniche.
La collaborazione con la CDR servì anche a rafforzarne la credibilità internazionale, in modo da garantirsi la possibilità di ricorrere a organismi politici esterni che potessero porre pressione sulla politica interna della Romania in proprio favore. Per questo motivo negli anni successivi partecipò a diverse istituzioni in ambito sovranazionale. Fu membro dell'Unione Democratica Europea (dal 1993), dell'Unione federale delle minoranze europee (dal 1991), dell'Organizzazione delle nazioni e dei popoli non rappresentati e del Partito Popolare Europeo (dal 1998), oltre ad avere contatti con il Consiglio d'Europa, il Parlamento europeo, l'OSCE, l'Unione europea occidentale e l'Unione interparlamentare. I magiari di Romania erano supportati anche dall'Ufficio governativo per le minoranze ungheresi all'estero, un corpo del governo ungherese.

### Elezioni del 1992
In seguito alle dimissioni del governo Roman II, nel settembre 1991 l'Unione si mostrò disponibile a sostenere Theodor Stolojan quale primo ministro e ad entrare nel nuovo governo, ma la condizione posta dall'UDMR di creare un ministero delle nazionalità fu rifiutata dal premier.
Pur facendo parte della CDR, l'Unione decise di partecipare separatamente alle tornate elettorali del 1992. Alle locali del mese di febbraio presentò liste individuali in Transilvania e comuni con la CDR in altre località della Romania, ottenendo l'elezione di 2.616 consiglieri comunali, 121 consiglieri distrettuali e 131 sindaci.
Nel mese di settembre alle parlamentari confermò il 7% che aveva ottenuto nel 1990, mentre alle presidenziali sostenne il candidato comune della CDR Emil Constantinescu, che al ballottaggio fu sconfitto da Ion Iliescu.
I gruppi della CDR andarono ancora all'opposizione, mentre il ruolo dell'UDMR in seno alla coalizione fu messo in discussione, poiché la sua partecipazione rischiava di avere un impatto elettorale negativo a causa della percezione di partito anti-rumeno che aveva in alcune aree del paese.

### La "Dichiarazione di Cluj" e il terzo congresso

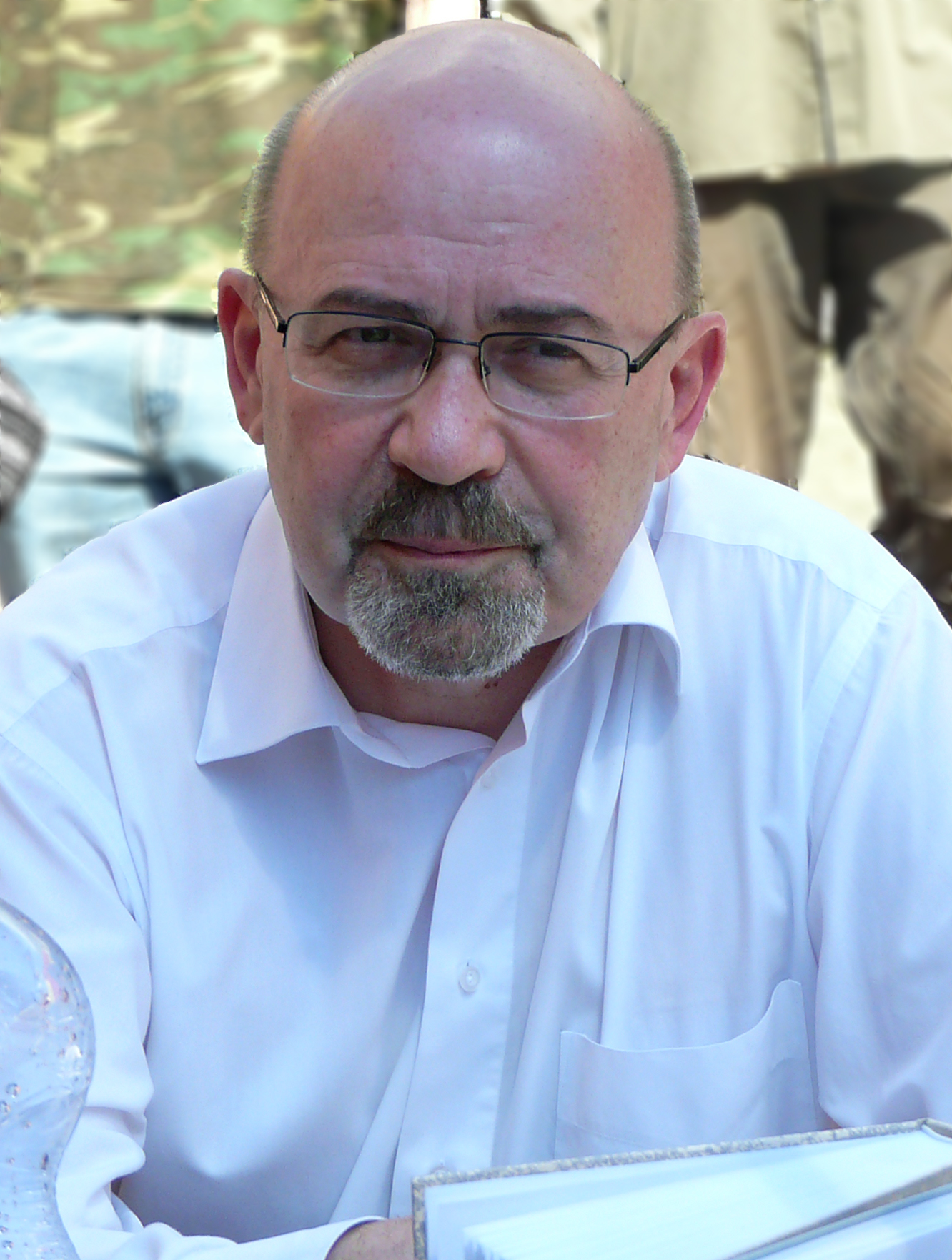
Béla Markó, presidente dell'UDMR dal 1993 al 2011.

Il 25 ottobre 1992 la fazione "radicale" sottoscrisse la "Dichiarazione di Cluj", documento programmatico che esponeva il principio di autonomia e autogoverno etnico, che si basava sull'assunto che i magiari di Romania erano non una minoranza etnica, ma un soggetto politico costitutivo dello Stato alla pari della nazione rumena. La "Dichiarazione di Cluj" fu criticata da tutti i partiti parlamentari, compresi dagli alleati della CDR.
Il posizionamento ideologico dell'UDMR fu causa di veementi critiche provenienti dai partiti nazionalisti quali il PUNR e il PRM. Il sindaco di Cluj-Napoca Gheorghe Funar ne invocava l'abolizione e ostacolò le espressioni culturali della comunità ungherese nella città transilvana. Il leader del PRM Corneliu Vadim Tudor la definì un surrogato di Budapest in Romania e nell'ottobre 1995 si appellò alle istituzioni al fine di dichiararne l'illegalità perché ritenuta pericolosa per lo Stato rumeno. Una certa diffidenza verso l'UDMR sul tema dell'autonomia fu condivisa anche dai partiti della CDR, alla luce di diverse dichiarazioni e azioni realizzate dai suo membri.
Il terzo congresso del 13-15 gennaio 1993 approvò un nuovo statuto e rappresentò un ulteriore momento in cui i "moderati" riuscirono ad imporre la propria maggioranza sui "radicali", accusati di rischiare di isolare l'Unione a causa delle loro prese di posizione. Domokos rassegnò le proprie dimissioni da presidente, mentre il nuovo leader dell'UDMR, Béla Markó, abbracciò un approccio simile a quello del suo predecessore. Il programma adottato dai delegati illustrava i canoni dell'auto-amministrazione locale e dell'autodeterminazione interna, che secondo i suoi ideatori non violava l'integrità territoriale della Romania.
Lo statuto approvato nel 1993 affiancò ad un allargato Consiglio dei rappresentanti dell'Unione una Presidenza esecutiva, organismi che ricalcavano il rapporto tra parlamento e governo, mentre il presidente aveva un ruolo di arbitro. Il Consiglio dei rappresentanti aveva anche il potere di sfiduciare la Presidenza esecutiva. Tale configurazione fu definita da alcuni studiosi un "miniparlamento" della comunità magiara, che non aveva eguali in altri partiti rumeni. Oltre ai nove gruppi che costituivano il CRU, i membri potevano aderire ad una delle piattaforme, una sorta di gruppi parlamentari, suddivise in base all'ideologia (liberale, socialdemocratica, cristiano democratica, Iniziativa Magiara in Transilvania e altre). Oltre a ciò furono costituite dodici sezioni formate da esperti in base al settore di competenza, con funzioni consultive.

### Ritiro dalla Convenzione Democratica Romena
Alla fine dell'agosto 1993 Béla Markó consegnò al segretario generale del Consiglio d'Europa, Catherine Lalumière, un memorandum in cui l'UDMR esprimeva le proprie preoccupazioni sul sistema di tutela delle minoranze in Romania, secondo le quali Bucarest non avrebbe rispettato i requisiti per l'ammissione all'organizzazione internazionale. L'iniziativa dell'Unione fu criticata sia dalla maggioranza, che dai partiti della CDR, mentre Emil Constantinescu intervenne ribadendo che l'unità dello Stato nazionale non era in discussione.
Il 6 febbraio 1995 l'UDMR fu tra gli organizzatori di un evento a Odorheiu Secuiesc per l'inaugurazione di una statua dello scrittore Balázs Orbán, nel corso del quale fu issata la bandiera e intonato l'inno ungherese. Il successivo 13 febbraio la camera adottò una mozione semplice che condannava le manifestazioni e accusava l'Unione di contestare il carattere unitario dello Stato rumeno promuovendo la creazione di una regione autonoma su base etnica.
Il 17 febbraio 1995 la CDR approvò un protocollo interno, che obbligava l'UDMR a riconoscere la Romania quale "Stato nazionale unitario". Poiché contrario ai propri principi, il 25 febbraio il Consiglio dei rappresentanti deliberò il ritiro dalla CDR, anche per via dell'opposizione di vari partiti della coalizione al suo programma.
Il congresso del 26-28 maggio 1995 adottò una serie di dichiarazioni sui problemi generali della Romania nei rapporti con la minoranza magiara. L'UDMR criticava la maggioranza per aver ignorato le proprie rivendicazioni nell'elaborazione della legge sull'istruzione, tra le quali la creazione di un'istituzione d'insegnamento universitario in lingua ungherese. Un nuovo documento approvato dal congresso definiva la comunità ungherese come una "comunità nazionale magiara autonoma". Le modifiche allo statuto trasferirono una parte del potere decisionale interno a un nuovo organismo, il Consiglio consultivo dei presidenti territoriali, che era composto dai presidenti delle filiali dell'UDMR a livello distrettuale.
Il 28 giugno 1995 i parlamentari dell'UDMR criticarono la forma finale della legge sull'istruzione emanata dal parlamento, lamentando la violazione dei diritti umani e civili delle minoranze, e si rivolsero alla Corte costituzionale, che il 18 luglio ne respinse la contestazione. L'UDMR provò a sostenere la propria posizione in seno agli organismi sovranazionali organizzando una protesta studentesca di fronte alla sede dell'assemblea parlamentare del Consiglio d'Europa a Strasburgo.

### Elezioni del 1996

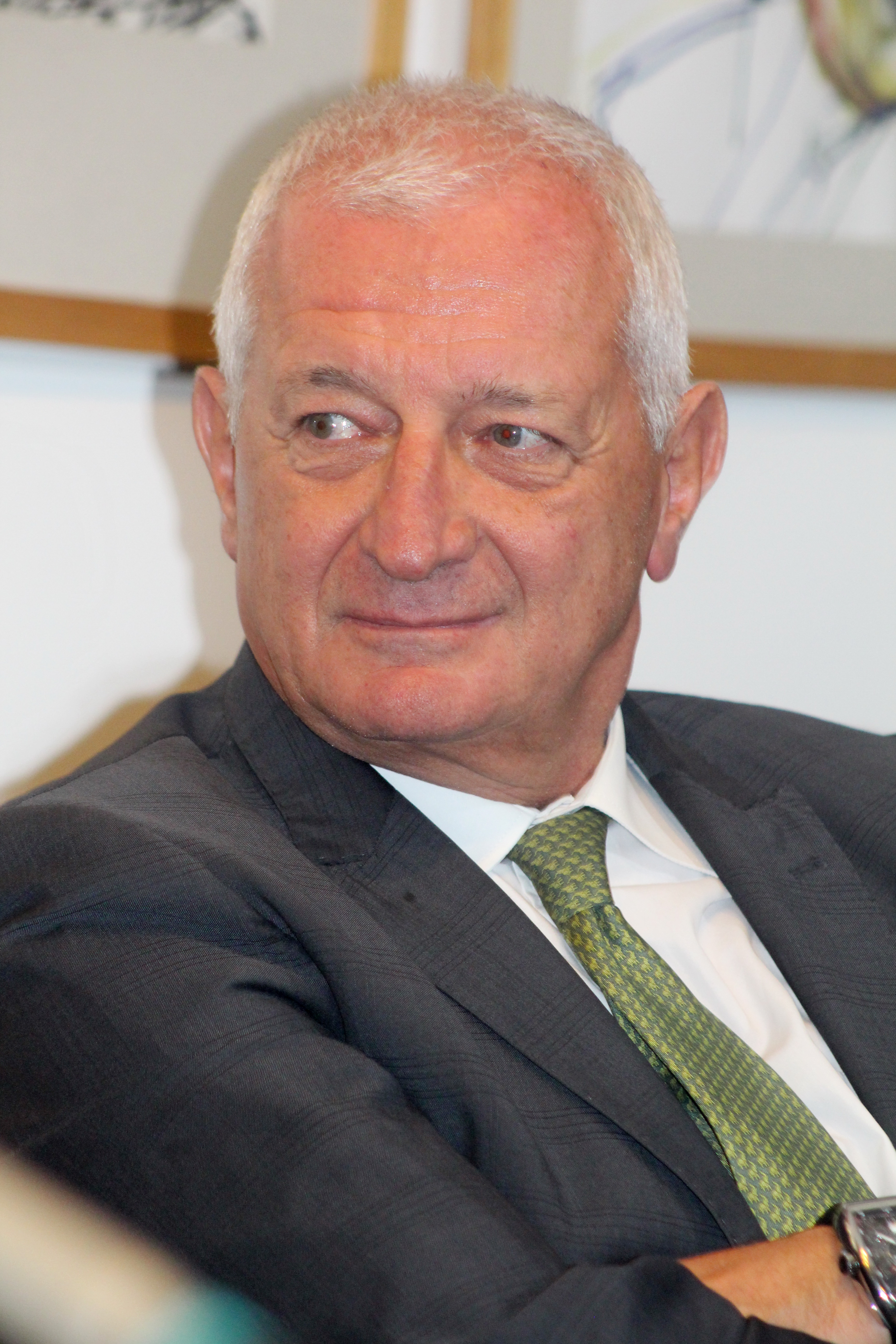
György Frunda, candidato dall'UDMR alla presidenza della Romania nel 1996 e nel 2000.

Alle elezioni locali del giugno 1996 ottenne 2.445 consiglieri comunali, 133 consiglieri distrettuali e 139 sindaci.

Percentuali di voto per György Frunda al primo turno delle elezioni presidenziali del 1996 in ogni distretto della Romania.

Al termine di lunghi negoziati, nel settembre 1996 il governo rumeno arrivò alla firma di un trattato di amicizia con l'Ungheria. Mentre i partiti nazionalisti criticarono l'accordo in sé, l'UDMR lamentò la mancanza di una clausola sul riconoscimento di speciali diritti per le minoranze etniche nel campo della pubblica amministrazione locale, previsti dalla raccomandazione 1201 del Consiglio d'Europa, che era stata al centro delle trattative. La stessa UDMR era intervenuta nei negoziati, sostenendo la propria causa in seno al governo ungherese e agli organismi internazionali. La legislazione riguardante la minoranza magiara, infatti, aveva implicazioni sulle relazioni estere tra Romania e Ungheria e sulla stabilità a livello regionale nell'Europa orientale.
Alle elezioni parlamentari del 3 novembre 1996 conseguì poco meno del 7%. L'UDMR presentò anche un candidato alla presidenza della Romania, il "moderato" György Frunda, arrivato quarto con il 6% dei voti. Al ballottaggio l'Unione invitò i propri sostenitori a votare per Emil Constantinescu, che fu eletto nuovo presidente della Romania.
In campagna elettorale l'Unione spostò l'accento dalle rivendicazioni autonomiste ai problemi d'interesse generale del paese, un atteggiamento che fu ben visto dalla CDR. In seguito alla formalizzazione dell'alleanza di governo i dirigenti dell'UDMR ad esempio salutarono il contributo del proprio partito al rafforzamento della democrazia e del riformismo contro il nazionalcomunismo.
In modo da garantirsi una maggioranza stabile la CDR aveva bisogno di cooptare altri partiti nell'esecutivo. In seguito agli accordi del 6 dicembre 1996 l'UDMR entrò per la prima volta in un governo con due ministri, cinque segretari di Stato e due prefetti. L'inclusione dell'UDMR nella coalizione contribuì alla normalizzazione dei contrasti etnici del paese e a lungo termine al consolidamento della democrazia in Romania. Fu inoltre un'iniziativa che rispondeva alle preoccupazioni per la reputazione internazionale della Romania sul tema della protezione delle minoranze in vista del futuro accesso all'Unione europea. All'interno della stessa maggioranza nei quattro anni di governo fino al 2000 però diversi partiti ostacolarono dei progetti voluti dall'UDMR.

### La prima esperienza di governo
Le priorità dell'Unione in seno al governo furono al centro di un congresso che ebbe luogo il 3 e 4 ottobre 1997. L'UDMR voleva applicare un programma di riforma per la realizzazione delle condizioni politiche, economiche, legislative e strutturali che favorissero l'integrazione della Romania in Unione europea e NATO. Inoltre auspicava l'osservanza dei trattati di base e degli accordi per la protezione delle minoranze che la Romania aveva sottoscritto in ambito internazionale. Sul piano economico sosteneva gli investimenti nelle infrastrutture, il consolidamento e la privatizzazione del sistema bancario, lo stimolo agli investimenti esteri nell'economia rumena e il rafforzamento della cooperazione istituzionale nelle regioni transfrontaliere.
La partecipazione dell'UDMR alla maggioranza obbligò il primo ministro Victor Ciorbea ad elaborare una serie di iniziative legislative per venire incontro alle sue richieste. Nel maggio 1997 degli emendamenti alle leggi sulla pubblica amministrazione e sull'educazione permisero l'utilizzo della lingua ungherese nelle scuole, nei tribunali e negli organi amministrativi delle aree in cui i cittadini di etnia magiara superavano il 20% della popolazione. Tra le altre iniziative dell'esecutivo a vantaggio dell'UDMR vi furono l'introduzione della segnaletica stradale bilingue, la creazione di un dipartimento per la protezione delle minoranze (affidato prima a György Tokay e poi a Péter Eckstein-Kovács) e la proposta, lanciata nell'aprile 1997 ma poi ritrattata per via delle proteste dell'opposizione e di parte della maggioranza, di aprire un'università in lingua ungherese a Cluj-Napoca.
Nel corso del 1998 l'UDMR minacciò di lasciare la maggioranza nel caso in cui non fosse stata istituita un'università in lingua ungherese a Cluj-Napoca. L'argomento dell'autonomia linguistica e amministrativa, tuttavia, era avversato da numerosi partiti della coalizione di governo. Il nuovo primo ministro Radu Vasile, per mediare tra le posizioni contrastanti, trovò il compromesso della creazione di un'università multiculturale statale con insegnamento in rumeno, ungherese e tedesco intitolata a Sándor Petőfi e Friedrich Schiller. Tramite decisione di governo (HG 687/1998) il ministero dell'educazione ricevette mandato di avviare le procedure per la fondazione dell'ateneo ma, pur placando le rivendicazioni dell'UDMR, il progetto non fu mai completato. La legge sull'istruzione fu modificata ancora una volta nel luglio 1999, permettendo l'istituzione di sezioni di lingua ungherese nelle università già esistenti.
Il congresso del 15 e 16 maggio 1999 tracciò un bilancio dell'esperienza di governo e discusse la possibilità di ritirarsi dalla maggioranza per via degli scarsi risultati ottenuti dall'esecutivo CDR. Vinse tuttavia la corrente che preferiva rimanere al governo per ottenere maggiori benefici per i magiari e che sostenne la rielezione di Béla Markó alla presidenza.

### Elezioni del 2000

Percentuali di voto per György Frunda al primo turno delle elezioni presidenziali del 2000 in ogni distretto della Romania.

Alle elezioni locali del 2000 si confermò sui numeri ottenuti in precedenza: 2.451 consiglieri comunali, 135 consiglieri distrettuali e 148 sindaci. Parimenti alle elezioni parlamentari ottenne ancora il 7%, riconducibile al proprio bacino elettorale nelle regioni a popolamento ungherese.
Alle elezioni presidenziali l'Unione scelse nuovamente György Frunda quale candidato, nonostante l'opposizione di László Tőkés, che premeva per l'adozione di una linea radicale in rottura con le politiche della dirigenza di Béla Markó.
Frunda conseguì il 6%, giungendo quinto. Al ballottaggio l'UDMR sostenne la rielezione di Ion Iliescu, al fianco della maggioranza dei partiti, coalizzatisi contro l'ultranazionalista Corneliu Vadim Tudor. Nei distretti a maggioranza ungherese di Covasna e Harghita, Iliescu ottenne quasi il 90% dei voti.
In seguito alla designazione di Adrian Năstase a primo ministro, l'Unione consacrò l'alleanza con il partito di Iliescu, il Partito della Democrazia Sociale di Romania, che rinunciò alla politica di dura contestazione dell'UDMR. Il 27 dicembre 2000 l'UDMR e il PDSR firmarono un accordo di collaborazione parlamentare, che prevedeva l'elaborazione di varie misure a favore della minoranza magiara, tra le quali la legge sulla pubblica amministrazione locale, il decentramento di alcuni servizi (anagrafe e passaporti), la restituzione dei beni confiscati dalle autorità comuniste a partire dal 1945 alle chiese della comunità ungherese, l'ampliamento dei programmi di istruzione in lingua materna e il finanziamento della sezione ungherese dell'Università Babeș-Bolyai. L'Unione in cambio sostenne i programmi prioritari del governo sull'integrazione della Romania alle strutture europee ed atlantiche. L'UDMR non partecipò al governo, ma ottenne la nomina di alcuni viceprefetti.

### Sostegno al governo Năstase
Dopo il 2000 l'UDMR fu soprattutto un gruppo pragmatico, aperto alla collaborazione con altri partiti a prescindere dall'orientamento politico, al fine di ottenere concessioni per la comunità che rappresentava. Gli stessi eletti dell'UDMR abbandonarono le posizioni massimaliste che avevano adottato nelle precedenti legislature e furono più vicini al compromesso anche sul piano delle pratiche politiche, sull'esempio degli altri partiti dello scenario parlamentare rumeno.
L'UDMR sostenne il governo Năstase per tutta la legislatura e in cambio ottenne supporto per l'ampliamento dei diritti dei magiari nel campo dell'istruzione, della pubblica amministrazione e dei mass media. Furono varati dei provvedimenti per il ristabilimento del diritto di proprietà delle istituzioni ecclesiastiche e per la modifica della costituzione per l'introduzione del diritto delle minoranze ad utilizzare la propria lingua nella giustizia, che fu consentito dalla revisione costituzionale approvata dal referendum del 2003.
Nell'aprile 2001 si giunse all'emanazione della legge sulla pubblica amministrazione nella forma voluta dall'UDMR, che riconosceva ai magiari il diritto di utilizzare la propria lingua a livello amministrativo in determinate aree in cui la minoranza rappresentava almeno il 20% della popolazione. L'applicazione della legge in alcuni casi fu ostacolata dalle amministrazioni locali. A Cluj-Napoca nell'aprile 2002 l'UDMR denunciò il sindaco Gheorghe Funar poiché si era opposto all'installazione della segnaletica bilingue.
Il congresso tenutosi tra il 31 gennaio e il 2 febbraio 2003 confermò l'unico candidato alla presidenza, Béla Markó (326 voti a favore, 68 contrari). I delegati inoltre adottarono una risoluzione sull'integrazione della Romania all'Unione europea e una decisione riguardante la legge sugli immobili confiscati dallo Stato comunista alle istituzioni della comunità ungherese. Vista la sua opposizione alla dirigenza, fu cancellata dallo statuto la posizione di presidente onorario che László Tőkés rivestiva dal 1991.
Nel corso del congresso furono inoltre dibattute delle misure volte a ridurre la migrazione dei magiari dalla Romania verso altri paesi (tra il 1992 e il 2002 la percentuale della popolazione di etnia magiara scese dal 7,1% al 6,6%). Il problema del calo demografico rappresentò una speciale preoccupazione dell'UDMR in vista delle elezioni future, in quanto la propria presenza in parlamento dipendeva dal raggiungimento della soglia di sbarramento del 5%. A tal riguardo tra gli effetti del declino demografico l'UDMR passò dai 990.000 elettori del 1990 ai 629.000 del 2004.

### Concorrenti dell'UDMR

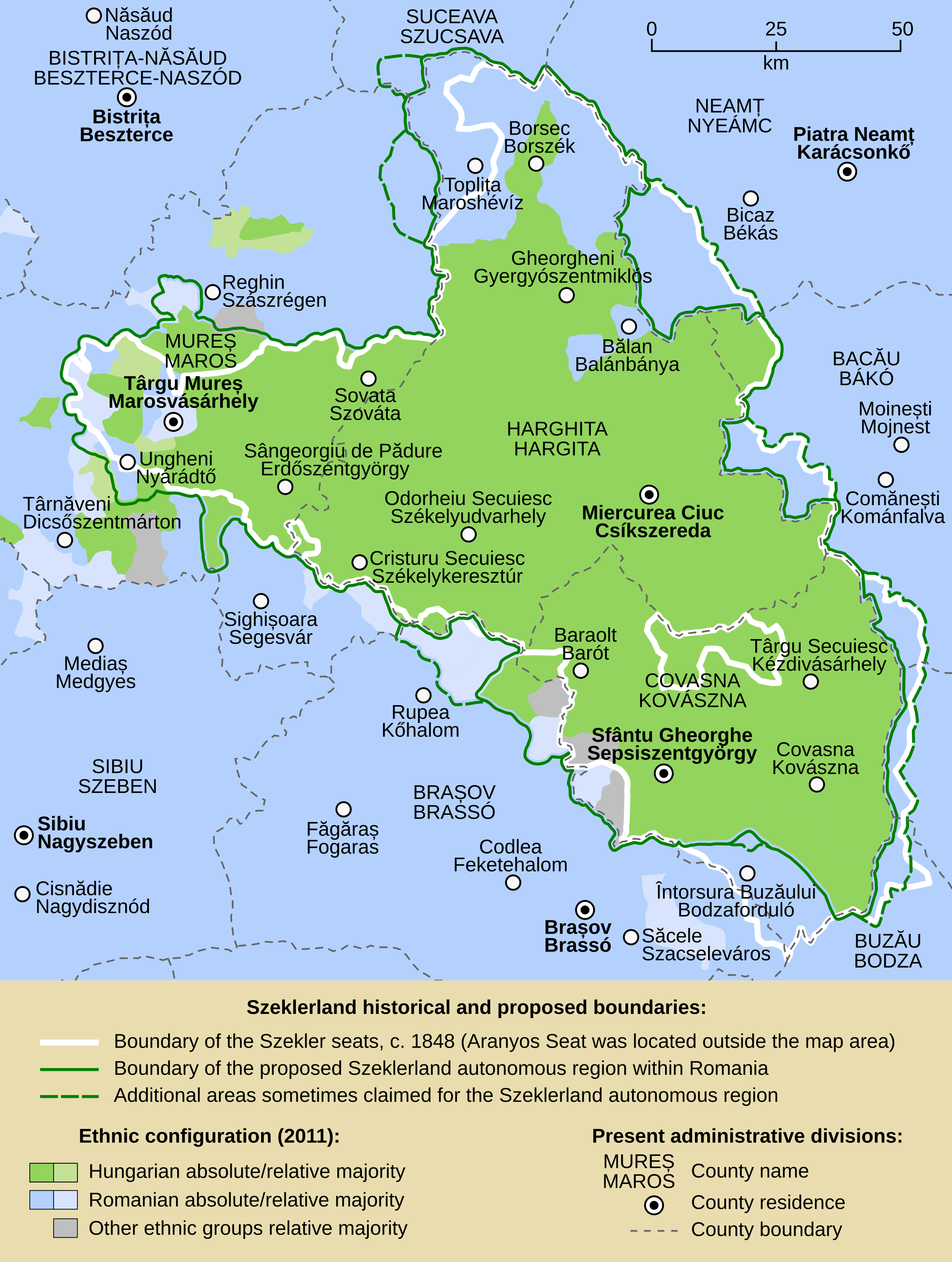
La Terra dei Siculi come prevista dai sostenitori dell'autonomia

Negli anni 2000 nacquero in Transilvania altri gruppi "radicali" concorrenti dell'UDMR, quali il Partito Civico Magiaro (PCM), il Consiglio Nazionale dei Magiari di Transilvania (CNMT) di László Tőkés e il Consiglio Nazionale dei Siculi (CNS) di Iosif Csapó, che militava per l'autogoverno della Terra dei Siculi. CNMT e CNS non puntavano però a competere a livello elettorale, visto che molti dei loro membri continuavano a militare nell'UDMR, bensì a riconfigurare i rapporti interni alla minoranza magiara e a sostenere le posizioni di un'autodefinita "destra nazionale" vicina al partito ungherese Fidesz. Il 1º marzo 2004 un gruppo di parlamentari dell'UDMR presentò una proposta legislativa sull'autonomia regionale della Terra dei Siculi a nome del CNS, ma il progetto fu respinto già nel dibattito delle commissioni parlamentari.
Altre due liste (Unione Civica Magiara e Unione dei Siculi di Romania) provarono a iscriversi alle elezioni parlamentari del 2004, ma la loro richiesta fu respinta dall'ufficio elettorale. Tali esperienze politiche alternative rimasero secondarie rispetto all'UDMR, che riuscì a mantenere la propria quota elettorale.

### Nel governo Tăriceanu
Alle locali del 2004 ottenne l'elezione di 2.481 consiglieri comunali, 112 consiglieri distrettuali e 186 sindaci. Alle successive elezioni parlamentari del 28 novembre 2004 l'UDMR conseguì il 6% dei voti e avviò delle trattative con il Partito Social Democratico per la formazione di un nuovo governo.
Al primo turno delle elezioni presidenziali il candidato dell'Unione, Béla Markó, ottenne il 5%. La vittoria di Traian Băsescu (Alleanza Giustizia e Verità) al ballottaggio delle presidenziali del 12 dicembre e la successiva nomina di Călin Popescu Tăriceanu a primo ministro cambiarono lo scenario delle alleanze: l'UDMR abbandonò gli accordi con il PSD ed entrò a far parte della maggioranza con quattro ministri al fianco delle forze di centro-destra.
Grazie alla propria presenza nel governo l'UDMR prevedeva di ottenere quante più concessioni possibili dalle strutture centrali in favore della comunità magiara. Nel 2005 propose l'adozione di uno "Statuto delle minoranze" che avrebbe riconosciuto maggiore autonomia e un diritto di veto sulle decisioni governative alle amministrazioni delle aree dei distretti di Harghita e Covasna. Il progetto fu respinto in Senato dagli stessi partiti della maggioranza e giudicato negativamente dalla Commissione di Venezia.
L'Unione rimase al governo al fianco del PNL anche dopo l'espulsione del Partito Democratico e nel 2007 sostenne il referendum per la destituzione del presidente Băsescu insieme alla maggior parte dei partiti parlamentari.
Il congresso del 2 marzo 2007 rielesse ancora una volta Béla Markó e approvò un nuovo statuto, che entrò in vigore il 1º novembre 2007 in concomitanza con il rinnovo dei componenti del Consiglio dei rappresentanti dell'Unione. Il congresso adottò anche il programma per le elezioni europee, che si tennero il 25 novembre 2007. Al voto europeo con il 5,5% delle preferenze l'UDMR riuscì ad ottenere la nomina di due europarlamentari (Csaba Sógor e Iuliu Winkler), mentre László Tőkés fu eletto da indipendente (3,5%), garantendo alla comunità magiara tre rappresentanti al parlamento di Bruxelles.
Nel febbraio 2008 l'UDMR fu l'unico gruppo parlamentare a votare a favore del riconoscimento del Kosovo, che aveva unilateralmente proclamato la propria indipendenza dalla Serbia, nonostante il parere contrario delle camere, del governo e della presidenza della Romania.

### Elezioni del 2008 e del 2009

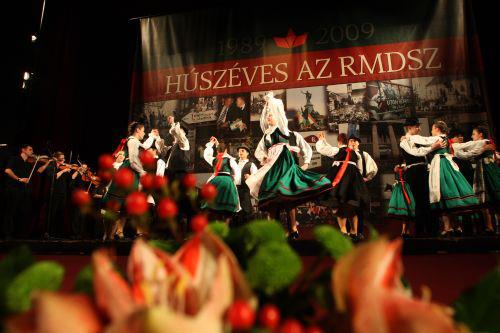
Le celebrazioni per i 20 anni dell'Unione Democratica Magiara di Romania.

La prima tornata elettorale del 2008 fu quella delle locali di giugno. Per la prima volta nella storia della Romania dal 1989 i presidenti dei consigli di distretto furono eletti direttamente dai cittadini. L'UDMR ottenne la presidenza di 4 distretti (Covasna, Harghita, Mureș e Satu Mare), 184 sindaci, 89 consiglieri distrettuali e 2.195 consiglieri comunali.
Alle elezioni parlamentari del 2008 l'UDMR ottenne il 6% e si mostrò disponibile a formare un governo insieme al Partito Democratico Liberale. Il PDL però strinse un'alleanza di governo con il PSD che escludeva la formazione di Béla Markó, che tornò all'opposizione.
Al congresso del 25 aprile 2009 Béla Markó fece una disamina sulle conquiste dei cittadini di etnia magiara sul piano dei diritti individuali, quali quella dell'utilizzo dell'ungherese nella pubblica amministrazione. Il leader dell'UDMR tracciò quindi le linee per la strategia futura: «Possiamo chiudere questo capitolo, mentre ne segue uno nuovo, relativo al problema dei diritti collettivi. Si tratta del diritto di decisione all'interno delle comunità minoritarie, di forme di autonomia e di tutto quello che riguarda i diritti collettivi».
Per le elezioni europee del 7 giugno 2009 László Tőkés rientrò nell'Unione e fu il capolista del partito, che raggiunse quasi il 9% e confermò i suoi tre europarlamentari. Tőkés però lasciò nuovamente l'UDMR nel 2014, iscrivendosi al partito ungherese Fidesz su invito del Partito Popolare Magiaro di Transilvania.
Nell'ottobre 2009 l'UDMR votò a favore della sfiducia al governo Boc I e, al fianco degli altri partiti che contestavano il PDL e il presidente Băsescu, sostenne l'ipotesi di un gabinetto presieduto da Klaus Iohannis. Alle elezioni presidenziali del mese successivo il proprio candidato Hunor Kelemen si fermò a meno del 4%, mentre al ballottaggio si unì alla maggior parte dei partiti d'opposizione, supportando Mircea Geoană contro Băsescu. L'esponente del PDL uscì vincitore dal confronto. Tra le aree in cui ottenne un successo considerevole vi furono quelle di Maramureș, Harghita e Covasna, dove riuscì a capitalizzare il voto degli elettori dell'UDMR, che però sosteneva il suo avversario Geoană ed era tradizionalmente maggioritario in quelle regioni.

### Nei governi Boc e Ungureanu

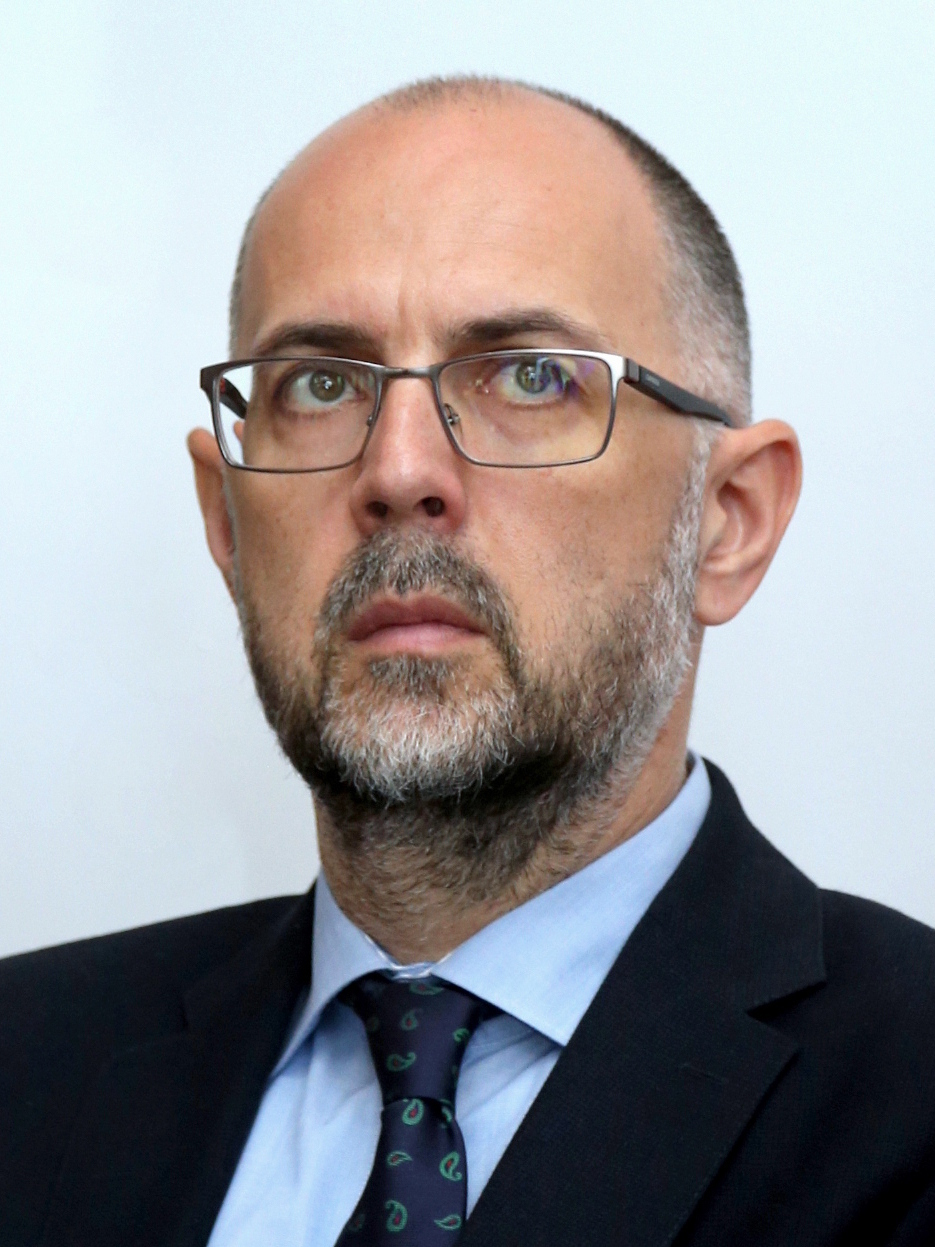
Hunor Kelemen, eletto presidente dell'UDMR nel 2011.

Visto il nuovo contesto politico, l'UDMR accettò l'invito del PDL a partecipare a un nuovo governo presieduto da Emil Boc, che ottenne il voto di fiducia il 25 dicembre 2009. L'Unione ebbe quattro ministri e prese parte anche al successivo governo Ungureanu, sostenuto dalla stessa maggioranza, che si dimise nel maggio 2012.
Al congresso del 26-27 febbraio 2011 si realizzò un cambiamento al vertice, con l'elezione di Hunor Kelemen a presidente dell'UDMR. Furono inoltre modificati il regolamento interno e lo statuto: ai rappresentanti eletti nelle amministrazioni pubbliche locali sarebbero stati riservati dei posti nelle strutture dirigenziali dell'Unione e sarebbero state create tre organizzazioni regionali (Terra dei Siculi; Partium e centro; Transilvania meridionale) i cui presidenti avrebbero avuto diritto di rappresentanza in seno al Consiglio permanente, nuovo organo istituito dal congresso. Tra le altre novità fu introdotta la posizione di vicepresidente politico, incaricato di coordinare le relazioni con gli organi di governo, con quelli locali e la politica estera.
Su pressione dell'UDMR la nuova legge sull'istruzione emanata nel 2011 prevedeva la formalizzazione di tre università multiculturali e multilinguistiche. Al fianco dell'Università Babeș-Bolyai e dell'Università d'arte di Târgu Mureș, che già prevedevano dei corsi in ungherese, anche l'Università di medicina e farmacia di Târgu Mureș avrebbe dovuto istituire una linea d'insegnamento in questa lingua. Il governo emanò l'ordinanza per la sua attuazione nel marzo 2012, dopo che l'UDMR aveva minacciato di ritirarsi dalla maggioranza. In seguito alla sfiducia del governo Ungureanu nel maggio 2012, tuttavia il successivo governo Ponta I rinunciò alla sua applicazione, mentre l'UDMR tornò all'opposizione.

### Elezioni del 2012 e partecipazione al governo Ponta III

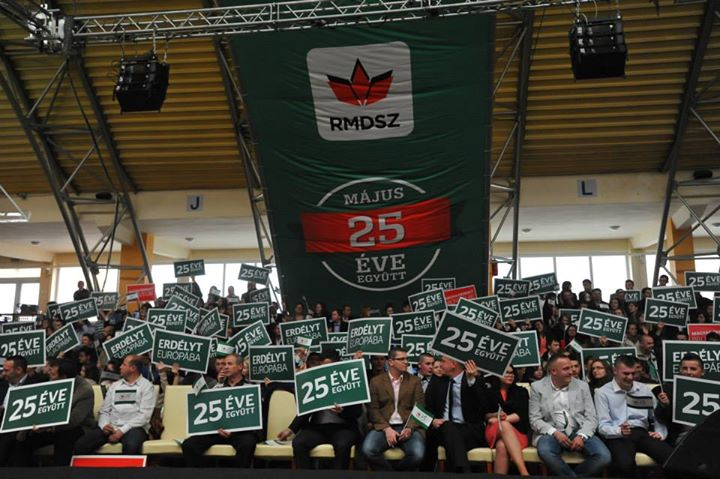
I militanti dell'UDMR celebrano i 25 anni dalla nascita del partito nel 2014.

Alle elezioni locali del 2012 l'UDMR conseguì due presidenti di distretto (Covasna e Harghita), 203 sindaci, 2.261 consiglieri comunali e 88 consiglieri distrettuali.
Alle elezioni parlamentari del 9 dicembre 2012 ottenne poco più del 5%. Pur avviando dei dialoghi con l'Unione Social-Liberale, che aveva vinto le elezioni, rimase all'opposizione del governo Ponta II.
Il congresso del 25 maggio 2013 adottò la risoluzione "Terra dei Siculi cosciente, forte!", in cui si affermava la necessità di creare una regione di sviluppo separata per la Terra dei Siculi, la cui lingua ufficiale doveva essere l'ungherese. Il nuovo statuto istituiva un'organizzazione femminile e una presidenza nazionale composta da nove membri e dava maggiori poteri ai sindaci in seno agli organismi nazionali dell'Unione.
Nel 2014 la rottura della maggioranza spinse il premier Victor Ponta ad invitare l'UDMR al governo al fianco del PSD. Nel marzo del 2014 i due partiti misero la firma su un documento che dava ampie garanzie all'UDMR. Le parti concordarono l'aumento degli investimenti per le autostrade della Transilvania, maggiori risorse per il decentramento, una riforma costituzionale per la riorganizzazione territoriale, rappresentanza proporzionale per i cittadini magiari in varie istituzioni pubbliche e l'attuazione della legge per la ratifica della Carta europea delle lingue regionali o minoritarie. La collaborazione con il governo risolse anche la questione riguardante l'insegnamento in lingua ungherese presso l'Università di medicina e farmacia di Târgu Mureș.

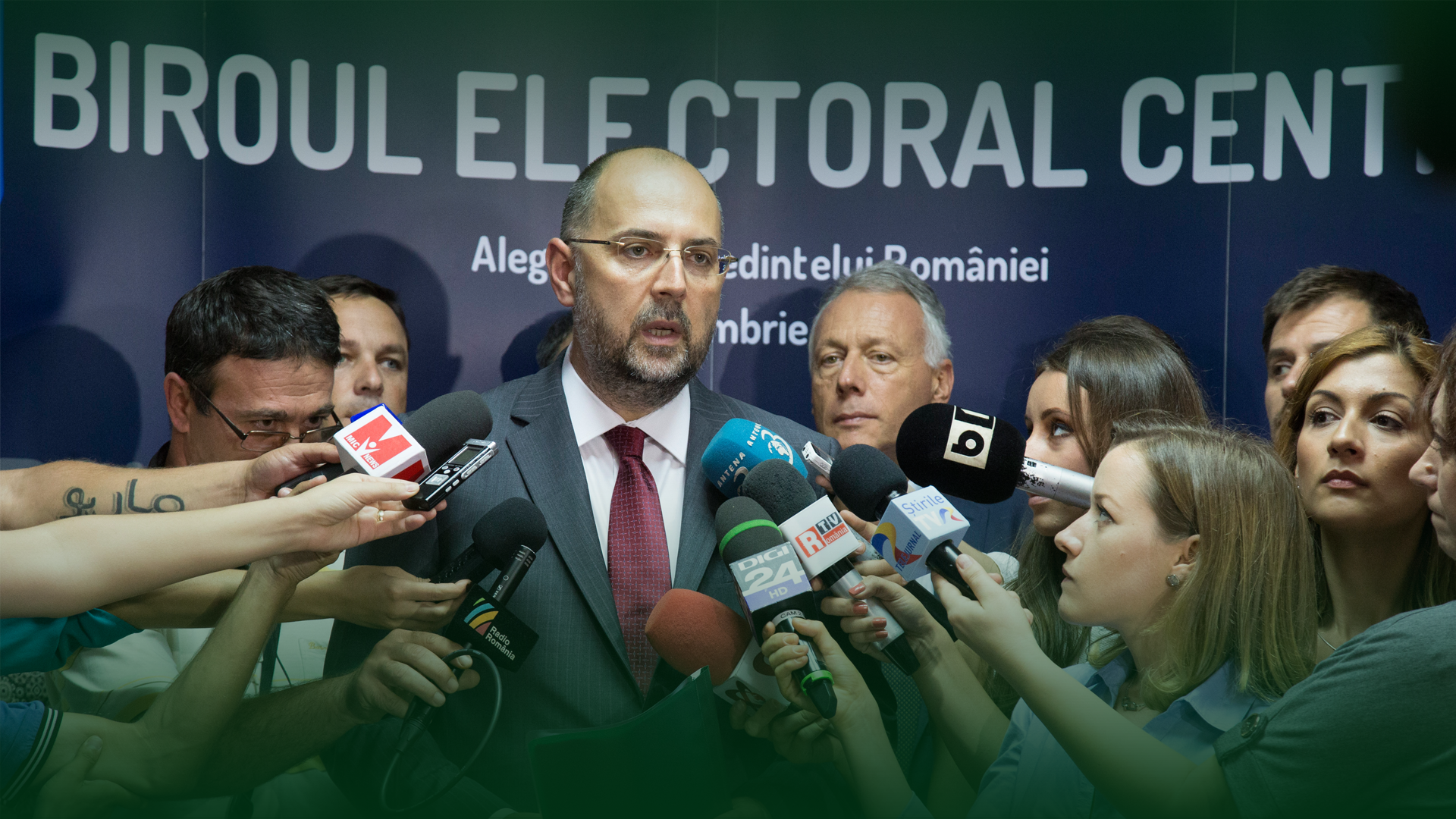
Hunor Kelemen alla presentazione della sua candidatura alle elezioni presidenziali del 2014.

Alle europee del 2014 l'UDMR con il 6% elesse due eurodeputati (Sógor e Winkler, entrambi al terzo mandato). Alle elezioni presidenziali del 2014 Hunor Kelemen ottenne il 3,5%. Al ballottaggio tra Victor Ponta e Klaus Iohannis, l'elettorato di etnia ungherese si espresse per quest'ultimo in misura dell'80%. Visto il risultato in favore del candidato dell'opposizione, l'UDMR preferì rivedere il proprio ruolo in seno al governo e il 13 dicembre 2014 il Consiglio dei rappresentanti dell'Unione deliberò il ritiro dalla maggioranza.
Hunor Kelemen comunicò che l'obiettivo dell'uscita dal governo non era la creazione di una situazione di instabilità politica, poiché il PSD avrebbe in ogni caso avuto i numeri per garantirsi la maggioranza parlamentare. Pur all'opposizione l'UDMR avrebbe votato comunque la fiducia al governo Ponta IV e sostenuto i progetti nei campi dell'economia, dell'occupazione e dello stato di diritto. Nel settembre 2015 tuttavia l'UDMR votò a favore di una mozione di sfiducia contro il governo.
Il congresso del 17-18 aprile 2015 confermò Hunor Kelemen alla presidenza (575 voti a favore e 10 contrari), abolì la funzione di vicepresidente politico e cambiò il nome del segretariato generale in presidio esecutivo.
Nel novembre 2015 l'UDMR insieme alla maggior parte delle altre forze politiche concesse la fiducia al governo tecnico di Dacian Cioloș.

### Sostegno esterno ai governi PSD
Alle elezioni locali del 2016 ottenne 195 sindaci, 2.284 consiglieri comunali e 95 consiglieri distrettuali, mentre sei mesi più tardi alle parlamentari dell'11 dicembre si attestò sul 6%. Dopo le elezioni firmò un protocollo d'intesa per il sostegno esterno ad un governo di coalizione presieduto da Sorin Grindeanu e composto dal PSD e dall'Alleanza dei Liberali e dei Democratici. L'UDMR appoggiò il governo su alcuni punti, mentre criticò l'ordinanza sulla depenalizzazione di vari reati, che all'inizio del 2017 fu al centro di grandi proteste di piazza.
Il 13 maggio 2017 al XIII congresso furono adottate una serie di disposizioni sulla riduzione dell'emigrazione giovanile, la prevenzione della violenza domestica e la protezione delle minoranze. Fu introdotta nello statuto l'obbligatorietà delle quote rosa in seno agli organismi dell'Unione. Nel Consiglio degli eletti nelle varie organizzazioni locali almeno 1/3 dei membri sarebbero dovute essere donne, mentre nelle strutture dirigenziali a livello distrettuale almeno il 15% sarebbe dovuto provenire dall'organizzazione femminile. Il piano di strategia politica per il successivo biennio prevedeva la riduzione dal 20% al 10% della soglia di popolazione di etnia magiara necessaria nelle località per l'utilizzo dell'ungherese nella pubblica amministrazione. Inoltre si desiderava il libero utilizzo di simboli e bandiere ungheresi.
Nel giugno 2017 la presidenza del PSD propose una mozione di sfiducia contro il premier Grindeanu e provò a convincere l'UDMR a sostenerla ipotizzando un futuro governo di coalizione. I membri dell'Unione però si astennero. Il 28 giugno 2017 il senato approvò due progetti legge voluti dall'UDMR riguardanti la differenziazione dei programmi di studio per gli esami di stato per le minoranze linguistiche. Il giorno dopo i parlamentari dell'Unione votarono la fiducia al nuovo esecutivo PSD guidato da Mihai Tudose. L'UDMR continuò la collaborazione con il PSD anche nel 2018, all'insediamento del governo Dăncilă.
Pur sostenendone in generale le iniziative l'UDMR ebbe dei contrasti con la maggioranza, oltre a sollevare delle polemiche sulla celebrazione del centenario della Grande Unione del 2018. Nel 2017 il governo si rivolse alla Corte di giustizia dell'Unione europea contro l'iniziativa Minority SafePack, registrata presso la Commissione europea e sostenuta anche dall'UDMR in qualità di membro dell'Unione federale delle minoranze europee. L'UDMR si contrappose al governo anche per il riconoscimento del liceo teologico romano-cattolico di Târgu Mureș, il cui atto di fondazione era al centro di un'inchiesta della Direzione nazionale anticorruzione per alcune irregolarità. Il 13 novembre 2017 il Senato respinse la proposta legislativa sull'istituzione del 15 marzo quale festività della comunità ungherese in Romania, che avrebbe riconosciuto tale data quale giorno non lavorativo per i magiari.

### Elezioni del 2019

La bandiera della Terra dei Siculi, decretata quale uno dei simboli della comunità magiara in occasione del XIV congresso dell'UDMR.

Il congresso del 22-23 febbraio 2019 rielesse Hunor Kelemen presidente (728 voti pro e 26 contro). Questi tenne a precisare che l'ideologia dell'UDMR era quella del regionalismo transilvano pragmatico, che era finalizzato a ottenere sostegno per i progetti a favore della Transilvania a prescindere dagli alleati. Furono discussi il nuovo programma economico e le liste per le elezioni europee del mese di maggio. Fu inoltre presentato il documento "Il futuro in Transilvania", in cui si affermava che «La Transilvania sarà sempre più libera dalla rete di aspirazioni di accentramento». In fase congressuale Hunor Kelemen affermò che le relazioni etniche in Romania dovevano essere risolte a lungo termine con la legalizzazione di una forma di autonomia. I delegati al congresso approvarono anche l'utilizzo della simbolistica della comunità magiara, tra i quali il tricolore e l'inno ungheresi oltre alla bandiera e all'inno della Terra dei Siculi, appellandosi alla Romania e all'Unione europea perché ne riconoscessero la legittimità.
Il 23 maggio 2019, a soli tre giorni dalle elezioni europee, l'UDMR annunciò la rottura del protocollo di sostegno all'alleanza di governo, fino a quando non sarebbe stato risolto lo scandalo riguardante la risistemazione del cimitero ungherese di Valea Uzului, le cui responsabilità, secondo l'Unione, ricadevano sull'esecutivo. Al voto europeo con il 5% l'UDMR ottenne due eurodeputati (Iuliu Winkler e Loránt Vincze). Pochi mesi più tardi, nell'ottobre 2019, l'UDMR fu tra i firmatari di una mozione di sfiducia che costrinse il governo Dăncilă alle dimissioni. Il successivo 4 novembre votò per la fiducia al governo PNL di Ludovic Orban.
Alle elezioni presidenziali del 10 novembre Hunor Kelemen ottenne meno del 4%, mentre al ballottaggio l'UDMR non fornì il proprio sostegno ufficiale ad alcun candidato.
Nel febbraio 2020 l'Unione si associò al PSD nel votare una mozione di sfiducia contro il governo Orban I a causa di un'ordinanza che prevedeva il ripristino dell'elezione dei sindaci su due turni.
Alle elezioni locali che si tennero nel settembre 2020 l'UDMR ottenne la presidenza di 4 distretti (Covasna, Harghita, Mureș e Satu Mare), 199 sindaci, 2.360 consiglieri comunali e 92 consiglieri distrettuali.

### Nei governi Cîțu e Ciucă
In seguito alle elezioni parlamentari del 2020, in cui l'UDMR ottenne il 6% dei voti, partecipò con tre ministri ad un governo di coalizione di centro-destra formato da PNL e Unione Salvate la Romania (USR).
Il congresso del 17 settembre 2021 dibatté e adottò il programma "Insieme per la famiglia", un piano per il periodo 2021-2024 in cui si stabilivano gli obiettivi del governo e si tracciavano le linee d'azione futura nei campi economico e sociale. All'evento prese parte l'allora vicepresidente di Fidesz e successivamente presidente dell'Ungheria Katalin Novák, ma non fu presente alcun rappresentante dell'opposizione al governo ungherese di Viktor Orbán.
Dopo la sfiducia al governo Cîțu, nel novembre 2021 prese parte ad una nuova maggioranza composta da PNL e PSD. Nella coalizione semaforo che sosteneva il governo Ciucă l'UDMR riuscì a mantenere tutti e tre i ministeri che aveva avuto nel precedente governo.
Nel febbraio 2022 alcuni parlamentari dell'UDMR proposero un emendamento sulla legge per la protezione dei minori che avrebbe vietato di discutere pubblicamente di omosessualità e identità di genere, sull'esempio di una legge analoga promossa in Ungheria dal governo Orbán. Approvata dal Senato, la proposta rimase alla camera dei deputati per i successivi dibattiti.
Nel luglio 2022 in occasione di una visita del primo ministro ungherese Viktor Orbán presso la località transilvana di Băile Tușnad, alla presenza della dirigenza dell'UDMR, questi dichiarò di biasimare il miscuglio di razze europee e non europee che avrebbe portato alla fine dei paesi occidentali. Nelle seguenti polemiche intervennero il primo ministro rumeno Nicolae Ciucă e il presidente della Romania Klaus Iohannis, che chiese all'UDMR di chiarire la propria posizione. Secondo Hunor Kelemen il discorso non aveva avuto sfumature razziste.
Il congresso del 28-29 aprile 2023 rielesse Hunor Kelemen presidente per un quarto mandato (653 voti favorevoli, 7 nulli e 175 astenuti). Furono discusse le strategie per l'utilizzo dei fondi europei per le infrastrutture e l'approccio alle elezioni dell'anno successivo. Il presidente sottolineò l'importanza delle elezioni locali su singolo turno per il successo dell'UDMR.
Dopo le dimissioni del primo ministro, l'UDMR lavorò ai negoziati per la formazione del governo Ciolacu, ma il 13 giugno 2023 annunciò di aver rifiutato le proposte della coalizione di governo, che voleva ridurre il numero di ministeri in mano all'Unione. L'esecutivo tuttavia mantenne alcuni segretari di Stato legati all'UDMR. Hunor Kelemen specificò che non avrebbe offerto sostegno parlamentare al governo, ma che avrebbe comunque votato alcuni progetti della maggioranza.

### Elezioni del 2024
Alle elezioni locali del 2024 il partito ottenne 4 presidenti distrettuali, 104 consiglieri distrettuali e 200 sindaci, spingendo Kelemen Hunor ad affermare che si trattava del miglior risultato ottenuto negli ultimi venti anni. Nella città di Sfântu Gheorghe (Covasna) l'UDMR elesse persino l'intero consiglio comunale. Alle contemporanee elezioni europee ottenne il 6,5%, confermando i suoi due europarlamentari.
Alle successive elezioni presidenziali Kelemen Hunor conseguì il 4,5%. Alle elezioni parlamentari del 1º dicembre 2024 l'UDMR ottenne il 6,3% e mandò in parlamento 22 deputati e 10 senatori. In conseguenza della crescita delle forze sovraniste in parlamento, i partiti europeisti, ad eccezione dell'USR, formarono un nuovo governo di coalizione con a capo Marcel Ciolacu. L'UDMR quindi partecipò alla maggioranza PSD-PNL-UDMR con due ministri. La coalizione di governo stabilì anche di proporre un candidato comune alle nuove elezioni presidenziali che si sarebbero tenute nel 2025. Il 29 gennaio 2025 il Consiglio dei rappresentanti dell'Unione convalidò la candidatura di Crin Antonescu, nome concordato con gli alleati.

## Ideologia

### Posizionamento ideologico, struttura ed elettorato

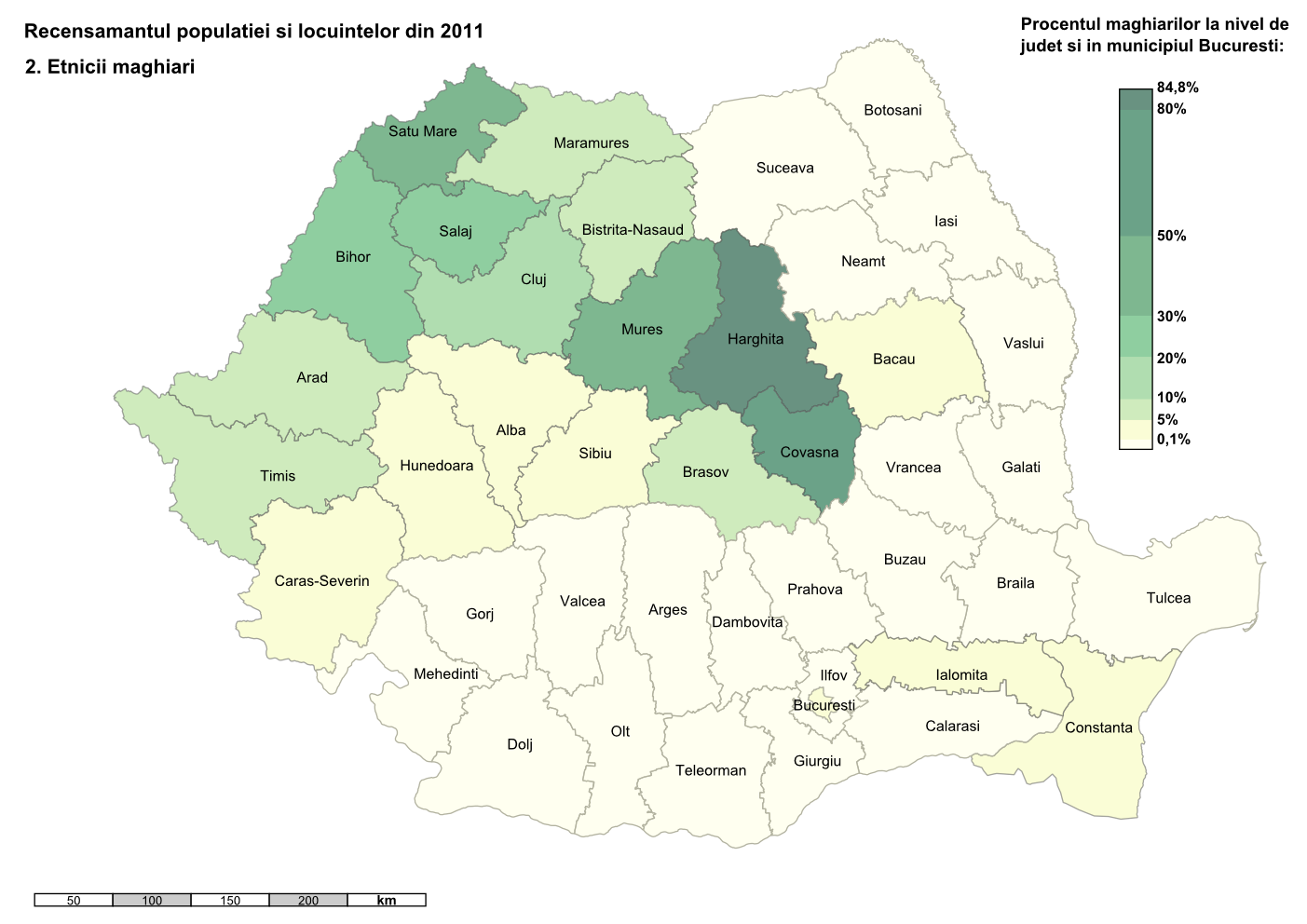
Distribuzione etnica dei magiari di Romania per distretto nel 2011.

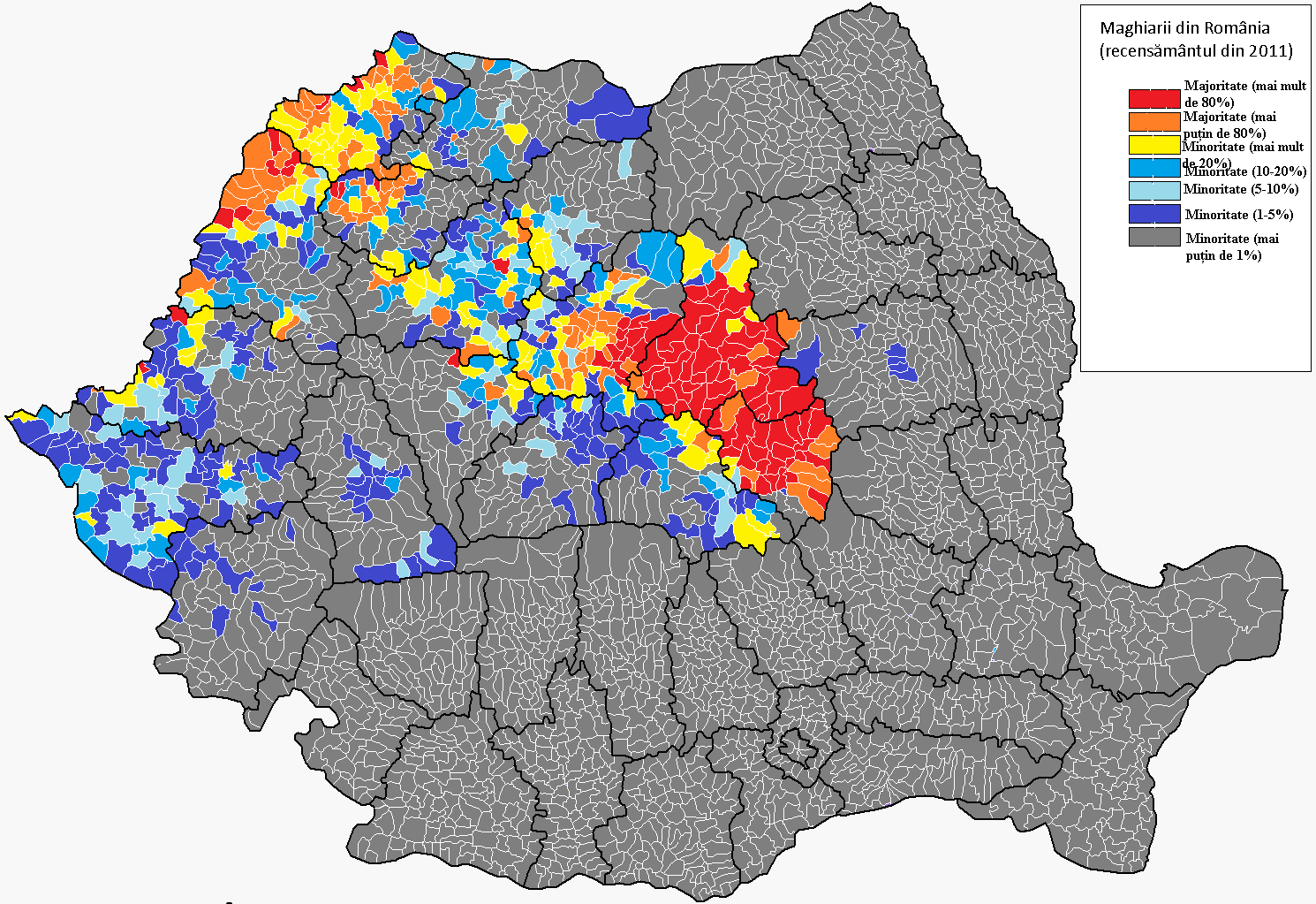
Distribuzione etnica dei magiari di Romania per comune nel 2011.

Nella "Dichiarazione d'intenti" approvata a Târgu Mureș il 13 gennaio 1990 l'UDMR affermava che desiderava mettere in pratica le speranze democratiche della comunità magiara che erano state disattese nel 1918 e nel 1945. Lo stesso documento dichiarava che l'Unione voleva promuovere e rappresentare gli interessi della minoranza ungherese in Romania, ma non era un partito e non si identificava in alcuna ideologia politica. Il programma approvato al primo congresso del 1990 sottolineava che l'Unione desiderava inglobare tutti i movimenti dell'etnia magiara e rappresentarne gli interessi. A livello organizzativo l'UDMR era un'associazione che riuniva al suo interno diverse formazioni politiche o civiche dalle svariate ideologie, raggruppate in una struttura "ombrello" che aveva anche le caratteristiche di un partito politico. Pur non considerandosi un partito, l'Unione coltivò l'ambiguità del proprio status, poiché già nel 1990 affermò di voler partecipare alle elezioni, attributo specifico dei partiti. Malgrado il pluralismo ideologico interno, le sue politiche furono soprattutto conservatrici e di centro-destra, elemento rafforzato dall'adesione al Partito Popolare Europeo e dai legami con il partito conservatore ungherese Fidesz.
I principi dell'autodeterminazione e della garanzia costituzionale dei diritti collettivi furono menzionati già nel primo comunicato di creazione dell'UDMR del 25 dicembre 1989. Secondo il presidente fondatore Géza Domokos l'obiettivo dell'UDMR era il riconoscimento dei diritti dei cittadini di etnia magiara, rispettando l'integrità territoriale, la sovranità, la libertà e la democrazia della Romania. L'Unione puntava a sovvertire il senso di discriminazione anti-ungherese che era stato fomentato nel corso della dittatura. I propositi principali riguardavano lo sviluppo dei diritti per gli ungheresi in Romania, specialmente l'utilizzo della lingua, nel campo dell'istruzione scolastica e universitaria e nei mass media. Tra le altre aspirazioni voleva elaborare una legge sulle minoranze etniche, contribuire al quadro istituzionale per l'esercizio dei diritti delle minoranze ed istituire uno speciale ministero delle minoranze.
Sul piano socioeconomico nei primi anni novanta sosteneva la restituzione delle proprietà confiscate ai magiari dalla dittatura, specialmente quelle ecclesiastiche. In conseguenza delle trasformazioni economiche in senso capitalista, dopo il 2000 i nuovi soggetti del discorso politico dell'UDMR divennero i giovani, la popolazione rurale e gli abitanti delle piccole città e dei villaggi.
Le rivendicazioni dell'UDMR si inserivano nel quadro di una più ampia riforma del governo locale più che in termini di confronto etnico. La parte maggioritaria dell'Unione non pretendeva l'autonomia territoriale dalla Romania, nonostante le accuse dei nazionalisti romeni. Le sue proposte furono soprattutto moderate, basate sull'autonomia locale e provinciale, piuttosto che sulla richiesta di un autogoverno. La sua strategia politica consisteva nella negoziazione di piccoli e graduali miglioramenti.
L'elettorato dell'UDMR fu stabile, poiché fondato sul criterio etnico. I magiari costituivano tra il 6 e il 7% della popolazione della Romania. Il bacino principale si trovava in Transilvania, regione nella quale si tennero tutti i congressi dell'Unione, che giunse ad avere il monopolio sulla rappresentazione politica della comunità.

### Rivendicazioni "radicali"

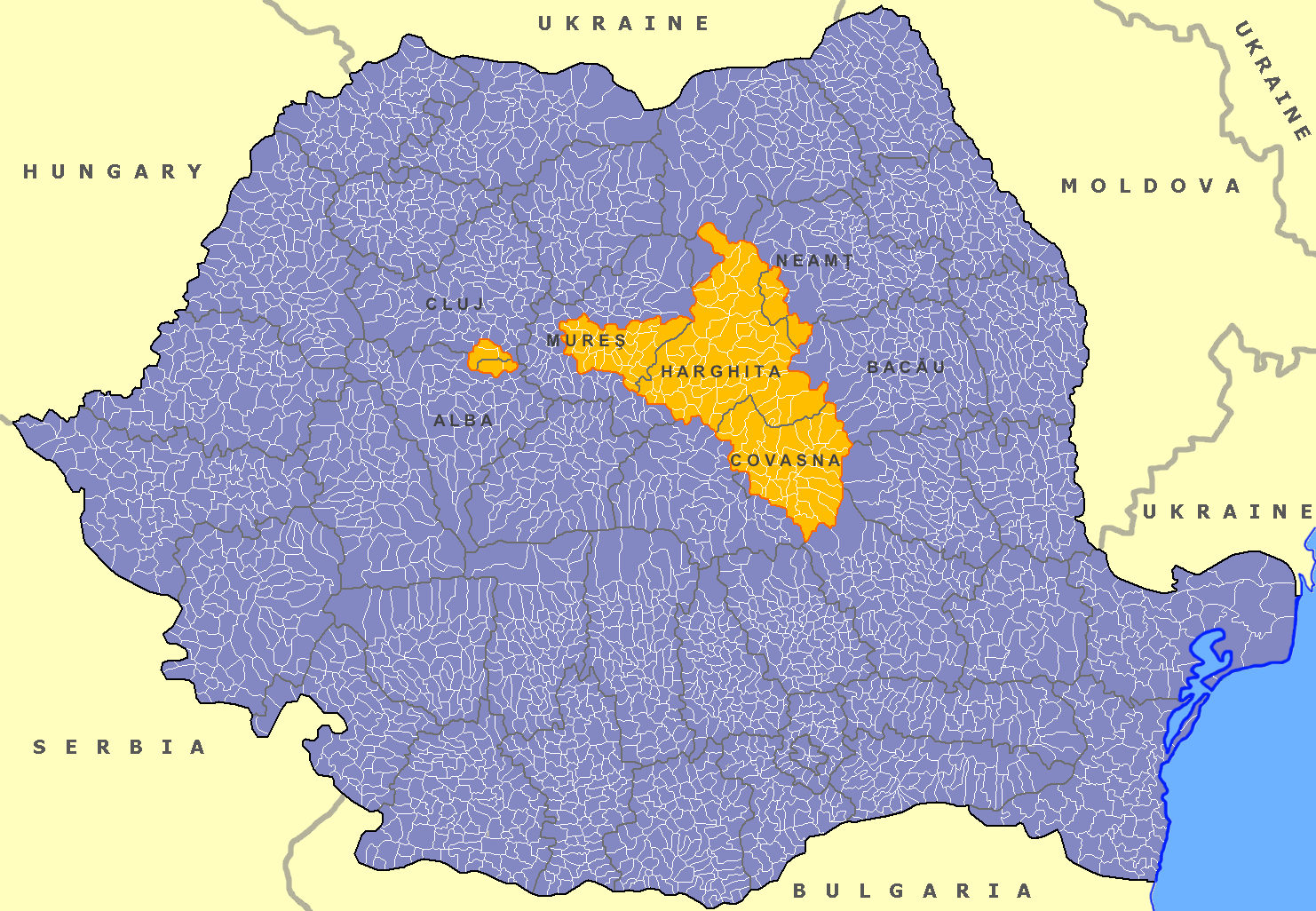
Localizzazione della Terra dei Siculi, regione storica al centro delle rivendicazioni di alcune frange dell'UDMR.

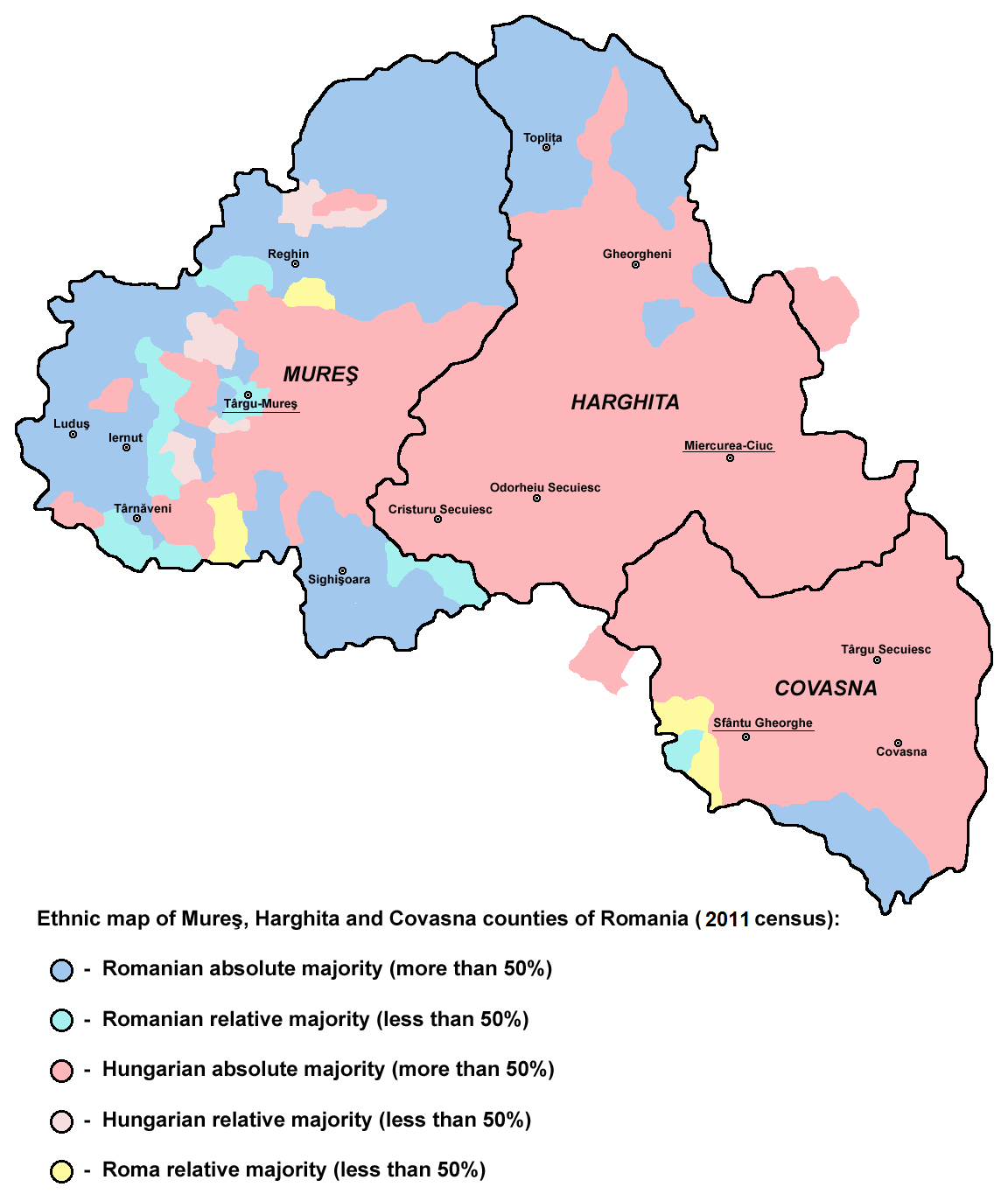
Mappa etnica dei distretti di Harghita, Covasna e Mureș, corrispondenti alla regione storica della Terra dei Siculi, in base ai dati del 2011.

Le divergenze ideologiche interne all'Unione ebbero la propria manifestazione nel conflitto tra "moderati" e "radicali". I primi adottarono un atteggiamento di graduale ottenimento di diritti riguardanti l'autonomia. I secondi rivendicavano una forma di autogoverno per i magiari.
Le differenze tra i due gruppi erano dettate dalle diverse concezioni di comunità, dal suo posto nello Stato rumeno e dai rapporti con l'Ungheria. I "moderati" erano considerati più pragmatici e disposti alla collaborazione con i partiti maggioritari, purché impegnati nel percorso di democratizzazione del paese. I "radicali" al contrario facevano leva sulle pressioni esterne, specialmente sulle azioni in politica estera dell'Ungheria.
Le tensioni interne furono il motivo per cui lo statuto fu soggetto a continue modifiche, realizzate per rispondere ai rapporti di potere tra le sue fazioni.
L'influenza dei "radicali" sul partito fu più forte nel periodo 1992-1995. Nel 1991 questi riuscirono a mettere all'ordine del giorno del congresso una dichiarazione sull'autonomia territoriale su base etnica che riguardava la Terra dei Siculi. La "Dichiarazione di Cluj", promossa dalla fazione "radicale" nel 1992, considerava la comunità magiara una nazionalità al pari di quella rumena. La Romania, perciò, era presentata come uno "Stato multinazionale" e non "unitario", come stabilito invece dalla Costituzione. Per questi motivi la comunità magiara avrebbe avuto diritto ad una forma di autonomia territoriale. Il successivo congresso del 1993 prese le distanze da tale formulazione. Il nuovo programma faceva riferimento all'auto-amministrazione locale e regionale, ma non ad un'autonomia territoriale su base etnica. La minoranza magiara era definita quale "comunità" e non quale "nazionalità". Tali principi dovevano essere in linea con il principio dell'integrità territoriale della Romania.
Il 7 gennaio 1995, in occasione delle celebrazioni per i cinque anni dalla nascita dell'Unione, fu pubblicato il "Programma di autonomia dell'UDMR", poi adottato dal congresso dello stesso anno, che riprendeva e sviluppava gli assunti ideologici dei precedenti documenti. Il programma specificava l'esistenza di tre livelli di autonomia:
- Personale-culturale: che si riferiva all'espressione delle manifestazioni culturali.
- Locale: che si riferiva alla creazione di zone a statuto speciale abitate dai magiari.
- Regionale: che si riferiva ad un'ampia autonomia per i distretti a maggioranza magiara.

### Pragmatismo politico
Dopo il 1996 le élite dell'UDMR si concentrarono sulle rivendicazioni più facilmente negoziabili a breve termine con i partner di governo e insistettero sulla promozione dei diritti culturali e linguistici, sullo sviluppo delle reti educative e scolastiche e sulla rappresentanza nella pubblica amministrazione. La collaborazione con altre forze parlamentari di tutto lo spettro politico evitò l'isolamento e contribuì al raggiungimento di diversi obiettivi nei campi della pubblica amministrazione e dell'autonomia culturale.
Dopo il 2000 si palesò la trasformazione graduale da un'organizzazione attenta in modo preponderante ai problemi identitari della minoranza etnica, a una formazione politica interessata al successo elettorale, in modo da massimizzare il proprio potenziale politico come partner di coalizione di governo. L'accento delle politiche dell'UDMR si spostò verso l'accesso alle risorse garantite dalla partecipazione alla maggioranza e alla loro redistribuzione in favore della comunità locale.
Nel 2019 il presidente Hunor Kelemen dichiarò che l'ideologia dell'Unione era quella del "transilvanismo pragmatico", che riconosceva la diversità ideologica interna dell'UDMR e si basava sulla possibilità di stringere alleanze con diverse forze politiche a prescindere dall'orientamento, al fine di ottenere vantaggi per la comunità ungherese.
Mentre le politiche di decentramento continuarono ad essere limitate, vista la dipendenza dalle autorità centrali l'organizzazione fu costretta ad una simile riconfigurazione anche a livello strutturale. I servizi di presidenza dell'Unione si trovavano a Bucarest, l'ufficio del presidente a Târgu Mureș e la presidenza esecutiva a Cluj-Napoca. Budapest rappresentò al pari di Bucarest un centro d'attrazione dal quale provenivano appoggio politico e risorse economiche.
La normalizzazione delle relazioni etniche con la minoranza ungherese e il ruolo giocato dall'UDMR in politica estera favorirono il processo di integrazione europea della Romania. Il governo si sforzò di aderire alle politiche dettate dall'Unione europea o dal Consiglio europeo, cui l'UDMR si appellò regolarmente per sostenere le proprie prerogative. L'ingresso nell'Unione europea ebbe un effetto moderatore sia sui partiti maggioritari, con il declino del richiamo nazionalista, sia sull'UDMR, che mitigò le richieste riguardanti l'autonomia.

## Congressi
L'UDMR ha organizzato i seguenti congressi:
- I congresso, 21-22 aprile 1990, Oradea.
- II congresso, 24-26 maggio 1991, Târgu Mureș.
- III congresso, 13-15 gennaio 1993, Brașov.
- IV congresso, 26-28 maggio 1995, Cluj-Napoca.
- V congresso, 3-4 ottobre 1997, Târgu Mureș.
- VI congresso, 15-16 maggio 1999, Miercurea Ciuc.
- VII congresso, 31 gennaio-2 febbraio 2003, Satu Mare.
- VIII congresso, 2 marzo 2007, Arad.
- IX congresso, 25 aprile 2009, Cluj-Napoca.
- X congresso, 26-27 febbraio 2011, Oradea.
- XI congresso, 25 maggio 2013, Miercurea Ciuc.
- XII congresso, 17-18 aprile 2015, Cluj-Napoca.
- XIII congresso, 13 maggio 2017, Zalău.
- XIV congresso, 22-23 febbraio 2019, Cluj-Napoca.
- XV congresso: 17 settembre 2021, Sângeorgiu de Mureș.
- XVI congresso: 28-29 aprile 2023, Timișoara.

## Presidenti
| Presidente (Nascita–Morte) | Immagine | Inizio mandato   | Fine mandato     | Durata               |
| -------------------------- | -------- | ---------------- | ---------------- | -------------------- |
| Géza Domokos (1928-2007)   |          | 22 aprile 1990   | 15 gennaio 1993  | 3 anni e 21 giorni   |
| Béla Markó (1951)          |          | 15 gennaio 1993  | 27 febbraio 2011 | 18 anni e 43 giorni  |
| Hunor Kelemen (1967)       |          | 27 febbraio 2011 | In carica        | 14 anni e 151 giorni |

## Risultati elettorali
| Elezione          | Elezione     | Voti      | %    | Seggi    |
| ----------------- | ------------ | --------- | ---- | -------- |
| Parlamentari 1990 | Camera       | 991.601   | 7,23 | 29 / 396 |
| Parlamentari 1990 | Senato       | 1.004.353 | 7,20 | 12 / 119 |
| Parlamentari 1992 | Camera       | 809.653   | 7,47 | 27 / 341 |
| Parlamentari 1992 | Senato       | 831.469   | 7,58 | 12 / 143 |
| Parlamentari 1996 | Camera       | 812.628   | 6,63 | 25 / 343 |
| Parlamentari 1996 | Senato       | 837.760   | 6,82 | 11 / 143 |
| Parlamentari 2000 | Camera       | 736.863   | 6,80 | 27 / 345 |
| Parlamentari 2000 | Senato       | 751.310   | 6,90 | 12 / 140 |
| Parlamentari 2004 | Camera       | 638.125   | 6,16 | 22 / 332 |
| Parlamentari 2004 | Senato       | 637.109   | 6,22 | 10 / 137 |
| Europee 2007      | Europee 2007 | 282.929   | 5,52 | 2 / 35   |
| Parlamentari 2008 | Camera       | 425.008   | 6,17 | 22 / 334 |
| Parlamentari 2008 | Senato       | 440.449   | 6,39 | 9 / 137  |
| Europee 2009      | Europee 2009 | 431.739   | 8,92 | 3 / 33   |
| Parlamentari 2012 | Camera       | 380.513   | 5,15 | 18 / 412 |
| Parlamentari 2012 | Senato       | 388.372   | 5,25 | 9 / 176  |
| Europee 2014      | Europee 2014 | 350.689   | 6,29 | 2 / 32   |
| Parlamentari 2016 | Camera       | 435.969   | 6,19 | 21 / 329 |
| Parlamentari 2016 | Senato       | 440.409   | 6,24 | 9 / 136  |
| Europee 2019      | Europee 2019 | 476.777   | 5,26 | 2 / 32   |
| Parlamentari 2020 | Camera       | 339.030   | 5,74 | 21 / 329 |
| Parlamentari 2020 | Senato       | 348.262   | 5,89 | 9 / 136  |
| Europee 2024      | Europee 2024 | 579.180   | 6,48 | 2 / 33   |
| Parlamentari 2024 | Camera       | 585.397   | 6,33 | 22 / 331 |
| Parlamentari 2024 | Senato       | 590.783   | 6,38 | 10 / 134 |

| Elezione                       | Elezione | Candidato           | Voti      | %     | Esito                |
| ------------------------------ | -------- | ------------------- | --------- | ----- | -------------------- |
| Presidenziali 1992             | I turno  | Emil Constantinescu | 3.717.006 | 31,24 | ❌ Non eletta/o (2º) |
| Presidenziali 1992             | II turno | Emil Constantinescu | 4.641.207 | 38,47 | ❌ Non eletta/o (2º) |
| Presidenziali 1996             | I turno  | György Frunda       | 761.411   | 6,02  | ❌ Non eletta/o (4º) |
| Presidenziali 2000             | I turno  | György Frunda       | 696.989   | 6,22  | ❌ Non eletta/o (5º) |
| Presidenziali 2004             | I turno  | Béla Markó          | 533.446   | 5,10  | ❌ Non eletta/o (4º) |
| Presidenziali 2009             | I turno  | Hunor Kelemen       | 372.761   | 3,83  | ❌ Non eletta/o (5º) |
| Presidenziali 2014             | I turno  | Hunor Kelemen       | 329.727   | 3,47  | ❌ Non eletta/o (8º) |
| Presidenziali 2019             | I turno  | Hunor Kelemen       | 357.014   | 3,87  | ❌ Non eletta/o (6º) |
| Presidenziali 2024 (annullate) | I turno  | Hunor Kelemen       | 416.353   | 4,50  | ❌ Non eletta/o (7º) |
| Presidenziali 2025             | I turno  | Crin Antonescu      | 1.892.930 | 20,07 | ❌ Non eletta/o (3º) |
| 1. 2.                          |          |                     |           |       |                      |

## Nelle istituzioni

### Governi
- Governo Ciorbea (1996-1998)
- Governo Vasile (1998-1999)
- Governo Isărescu (1999-2000)
- Governo Tăriceanu I (2004-2007)
- Governo Tăriceanu II (2007-2008)
- Governo Boc II (2009-2012)
- Governo Ungureanu (2012)
- Governo Ponta III (2014)
- Governo Cîțu (2020-2021)
- Governo Ciucă (2021-2023)
- Governo Ciolacu II (2024-2025)
- Governo Bolojan (dal 2025)

### Collocazione parlamentare
- Opposizione (1990–1996)

Governo Roman I, Governo Roman II, Governo Stolojan, Governo Văcăroiu
- Maggioranza (1996–2000)

Governo Ciorbea, Governo Vasile, Governo Isărescu
- Sostegno parlamentare (2000–2004)

Governo Năstase
- Maggioranza (2004–2008)

Governo Tăriceanu I, Governo Tăriceanu II
- Opposizione (2008–2009)

Governo Boc I
- Maggioranza (2009–2012)

Governo Boc II, Governo Ungureanu
- Opposizione (2012–2014)

Governo Ponta I, Governo Ponta II
- Maggioranza (2014)

Governo Ponta III
- Opposizione (2014–2015)

Governo Ponta IV
- Sostegno parlamentare (2015–2019)

Governo Cioloș, Governo Grindeanu, Governo Tudose, Governo Dăncilă
- Opposizione (2019)

Governo Dăncilă
- Sostegno parlamentare (2019–2020)

Governo Orban I, Governo Orban II
- Maggioranza (2020–2023)

Governo Cîțu, Governo Ciucă
- Opposizione (2023–2024)

Governo Ciolacu I
- Maggioranza (2024–)

Governo Ciolacu II, Governo Bolojan

### Presidenti dei gruppi parlamentari

#### Camera dei deputati
| Legisl. | Capogruppo          | Periodo                        |
| ------- | ------------------- | ------------------------------ |
| II      | Gheorghe Tokay      | Ottobre 1992 - Agosto 1994     |
| II      | Iuliu Vida          | Settembre 1994 - Dicembre 1994 |
| II      | Gheorghe Tokay      | Gennaio 1995 - Agosto 1995     |
| II      | Francisc Bárány     | Settembre 1995 - Dicembre 1995 |
| II      | Iuliu Vida          | Gennaio 1996 - Novembre 1996   |
| III     | Iuliu Vida          | Novembre 1996 - Febbraio 1997  |
| III     | Attila Varga        | Febbraio 1997 - Settembre 1999 |
| III     | Attila Kelemen      | Settembre 1999 - Dicembre 2000 |
| IV      | Attila Kelemen      | Dicembre 2000 - Novembre 2004  |
| V       | Attila Kelemen      | Novembre 2004 - Febbraio 2005  |
| V       | Árpád Márton        | Febbraio 2005 - Dicembre 2008  |
| VI      | Árpád Márton        | Dicembre 2008 - Febbraio 2010  |
| VI      | Gergely Olosz       | Febbraio 2010 - Febbraio 2011  |
| VI      | András-Levente Máté | Febbraio 2011 - Dicembre 2012  |
| VII     | András-Levente Máté | Dicembre 2012 - Dicembre 2016  |
| VIII    | Attila Korodi       | Dicembre 2016 - Febbraio 2020  |
| VIII    | Zacharie Benedek    | Febbraio 2020 - Dicembre 2020  |
| IX      | Botond Csoma        | Dicembre 2020 - Dicembre 2024  |
| X       | Botond Csoma        | Dicembre 2024 - in carica      |

#### Senato
| Legisl. | Capogruppo          | Periodo                        |
| ------- | ------------------- | ------------------------------ |
| III     | Attila Verestóy     | Novembre 1996 - Dicembre 2000  |
| IV      | Attila Verestóy     | Dicembre 2000 - Novembre 2004  |
| V       | Attila Verestóy     | Novembre 2004 - Dicembre 2008  |
| VI      | Béla Markó          | Dicembre 2008 - Febbraio 2010  |
| VI      | Andras Fekete Szabó | Febbraio 2010 - Dicembre 2012  |
| VII     | Béla Markó          | Dicembre 2012 - Settembre 2015 |
| VII     | Barna Tánczos       | Settembre 2015 - Dicembre 2016 |
| VIII    | Attila-Zoltán Cseke | Dicembre 2016 - Dicembre 2020  |
| IX      | Lóránd Turos        | Dicembre 2020 - Settembre 2023 |
| IX      | Attila-Zoltán Cseke | Settembre 2023 - Dicembre 2024 |
| X       | Lóránd Turos        | Dicembre 2024 - in carica      |